# Benito Juárez
Benito Pablo Juárez García (San Pablo Guelatao, Intendencia de Oaxaca; 21 de marzo de 1806-Ciudad de México, 18 de julio de 1872), conocido como El Benemérito de las Américas, fue un jurista y político mexicano de origen indígena de la etnia zapoteca que se desempeñó como presidente de México en varias ocasiones, desde el 21 de enero de 1858 hasta el 18 de julio de 1872. Es célebre su frase: «Entre los individuos, como entre las naciones, el respeto al derecho ajeno es la paz».
Benito Juárez vivió una época crucial en la formación del Estado mexicano, considerada por muchos historiadores como la consolidación de la nación como república. Juárez marcó un parteaguas en la historia nacional y fue protagonista de primer nivel de esta época. A pesar de tratarse de un presidente sin antecedentes militares, fue una figura clave tanto en la Guerra de Reforma como en la segunda intervención francesa. Su biografía durante los años que ocupó la presidencia es una parte sobresaliente de la historia de México.

## Primeros años

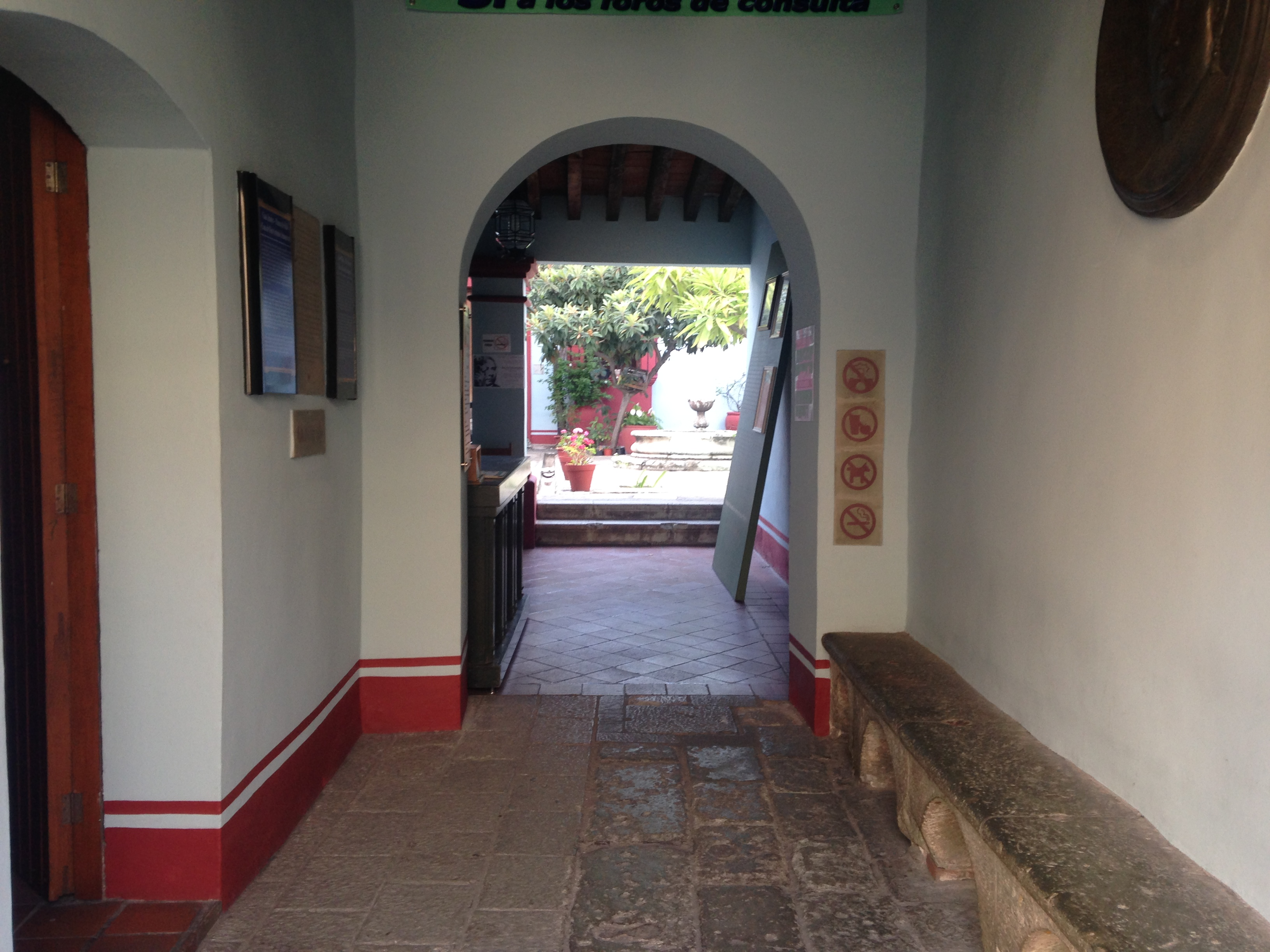
La residencia Maza en la ciudad de Oaxaca donde Juárez trabajaba cuando era joven ahora se conoce como Casa de Juárez y se conserva como museo.

Benito Pablo Juárez García nació el 21 de marzo de 1806 en el poblado de San Pablo Guelatao (palabra esta última que en zapoteco quiere decir "noche honda"), población ubicada en la cadena montañosa ahora conocida como Sierra Juárez y entonces perteneciente a la jurisdicción de Santo Tomás de Ixtláncotoyol, en la entonces intendencia de Oaxaca (en el presente el municipio de Guelatao de Juárez). Fue bautizado al día siguiente de su nacimiento en la parroquia de Santo Tomás Ixtlán.

«En la Iglesia parroquial de Santo Tomas de Ixtlan, á veinte y dos de marzo del año de mil ochocientos seis, yo D. Ambrosio Puche,  vecino de este distrito, bauticé solemnemente á Benito Pablo, hijo legitimo y de legitimo matrimonio de Marcelino Juárez y de Brígida García, indígenas del pueblo de San Pablo Guelatao, pertenecientes á esta cabecera. Sus abuelos paternos son Pedro Juárez y Justa López, los maternos Pablo García y María García. Fue madrina Apolonia García, indígena, casada con Francisco García, advirtiendoles sus obligaciones y parentesco espiritual, —Y para constancia  firmó  con el Señor Cura. Mariano  Cortarrabia—.Ambrosio Puche.»
Iglesia parroquial de Santo Tomás Ixtlán, 22 de marzo de 1806

El nombre de sus padres era Marcelino Juárez y Brígida García, de acuerdo al acta de bautismo levantada al día siguiente de su nacimiento y quien según sus propias palabras, eran «indígenas de la raza primitiva del país» y ambos fueron agricultores. Los dos padres murieron cuando él tenía tres años; su madre durante el alumbramiento de su hermana María Alberta Longinos. Benito, junto con sus hermanas María Josefa y Rosa quedaron bajo el amparo de sus abuelos paternos Pedro Juárez y Justa López igualmente indios de la «nación zapoteca» y su muy pequeña hermana María Longinos con su tía materna Cecilia. A los pocos años murieron también sus abuelos y las dos hermanas mayores de Juárez se casaron, quedando él finalmente bajo la custodia de su tío Bernardino Juárez. A partir de entonces, trabajó como peón del campo y como pastor de ovejas hasta la edad de doce años. Su tío Bernardino conocía el español y se lo enseñaba a Juárez, que mostraba entusiasmo en aprenderlo. Sin embargo, las labores del campo y el hecho de que en el pueblo no se hablara el español, no permitieron que Juárez avanzase mucho en su aprendizaje. En su pueblo, como sucedía en las poblaciones pequeñas, no existía ni la más elemental escuela. Juárez se daba cuenta que, quienes aprendían a leer, lo hacían viajando a la ciudad, ya sea costeándose una pensión o trabajando como sirvientes en las casas ricas, lo que alimentó su deseo de ir a la ciudad, cosa que solicitaba a su tío con mucha frecuencia, sin concederle éste jamás su deseo. Finalmente, el 17 de diciembre de 1818 Juárez decidió marcharse de su pueblo natal después de haber elegido entre los sentimientos y su deseo de educarse. Dirigió sus pasos a la ciudad de Oaxaca. Se ha especulado que el motivo de su fuga pudo ser evadir el castigo que le esperaba por haber perdido una oveja. Hasta este momento la lengua única de Juárez era el zapoteco, siendo muy básicos sus conocimientos del idioma español.

### Primeros estudios en Oaxaca
El mismo día que llegó a la ciudad, Juárez le pidió alojamiento a su hermana Josefa, quien trabajaba como cocinera para una rica familia de un comerciante extranjero de nombre Antonio Maza. Con el visto bueno del señor Maza, Juárez se inició cuidando la granja, con un salario asignado de dos reales. La hija adoptiva del señor Maza, Margarita Maza, años más tarde se convertiría en la esposa de Juárez.
En días posteriores, el joven Juárez conoció al sacerdote franciscano de la tercera orden Antonio Salanueva quien le admitió como aprendiz de encuadernador. En palabras de Juárez: «aunque muy dedicado a la devoción y a las prácticas religiosas, era bastante despreocupado y amigo de la educación de la juventud». El 7 de enero de 1819, a tan solo 21 días de haber llegado a la ciudad, Salanueva recibió a Juárez en su hogar y taller, además de ofrecerle enviarlo a la escuela. Luego de cambiarse una vez de escuela, debido a que no sentía avance en su aprendizaje, inició nuevos cursos en La Escuela Real bajo el preceptorado de José Domingo González, quien le dio un fuerte regaño por considerar su escritura deficiente, cuestión que lo ofendió profundamente. Juárez sufría además, junto con los demás niños de su condición indígena y pobre, de discriminación, ya que mientras que el preceptor impartía a los niños llamados "decentes", a los de su condición les instruía el ayudante. Por lo anterior, Juárez abandonó la escuela por considerar que tenía un pésimo método de enseñanza y decidió aprender por su cuenta.

### Seminario
Habiéndose percatado de que los jóvenes seminaristas de ese entonces gozaban de buena educación y reconocimiento social, y apoyado también por los consejos que le daba su tío Bernardino, aún a pesar de que sentía «instintiva repugnancia» por los asuntos clericales, tomó la decisión de pedirle al clérigo Salanueva que lo apoyara a entrar al seminario de la ciudad. Gracias al apoyo de su preceptor, Juárez logró salvar el requisito de tener bienes para sostenerse durante sus estudios y de poseer la lengua española como lengua materna, según lo estipulado por las leyes eclesiásticas de América en ese tiempo. Salanueva fue por tanto pieza clave en la formación intelectual de Juárez, por lo que en el futuro lo llegó a considerar como su padrino.
El 18 de octubre de 1821, apenas finalizada la guerra de independencia, Juárez inició estudios de gramática latina en el Seminario de Santa Cruz, como capense. En agosto de 1823, concluyó estos estudios después de haber obtenido en los dos exámenes realizados nota de excelencia. Se le presentó entonces a Juárez una dificultad grave: su mentor Salanueva deseaba que él estudiase teología moral para recibir así las órdenes sagradas, idea que repugnaba a Juárez, no solo por su desdén hacia lo clerical sino también por la fama que tenían los que a ese camino aspiraban en el seminario, a los cuales se les llamaba "padres de misa y olla" o "lárragos". Juárez convenció a Salanueva, con el argumento de que su edad no era suficiente aún para ordenarse así que, mientras tanto, podía estudiar el curso de artes. Inició en el año de 1824 los cursos de latín, filosofía y teología. El seminario no era su vocación y en especial le aburría la teología, clase en donde se dormía[cita requerida]. Concluyó este curso de artes en 1827 después de haber sostenido dos actos en público y haber sido aprobado con calificación de Excelente nemine discrepante los exámenes reglamentarios y con notas honrosas de sus sinodales. No obstante la oposición de su protector Salanueva, abandonó el seminario y se inclinó por el derecho.

### Juárez abogado
Ingresó en la carrera de Jurisprudencia en el Instituto de Ciencias y Artes de Oaxaca, donde obtuvo en 1834 el primer título de abogado expedido por la Corte de Justicia del estado. Varios de sus profesores eran masones.[cita requerida] En una ocasión le pidieron representar un papel de una obra de Virgilio en una escenificación donde se incluía recitar algunos versos en latín, para parecer romano siendo él muy moreno, siguiendo un consejo de un compañero, se blanqueó la cara, lo hizo tan grotescamente que daba risa verlo. Sin embargo cuando inició el recital habló en perfecto latín por ello le admiraron y le aplaudieron.[cita requerida]
Luego de graduarse como abogado trabajó durante algún tiempo defendiendo comunidades indígenas, trabajo que lo hacía viajar entre diversas comunidades y la ciudad de Oaxaca e incluso lo llevó a la cárcel.
Juárez podía leer textos en latín, francés e inglés además de que conocía el derecho canónico y el derecho civil.

## Inicios en la política

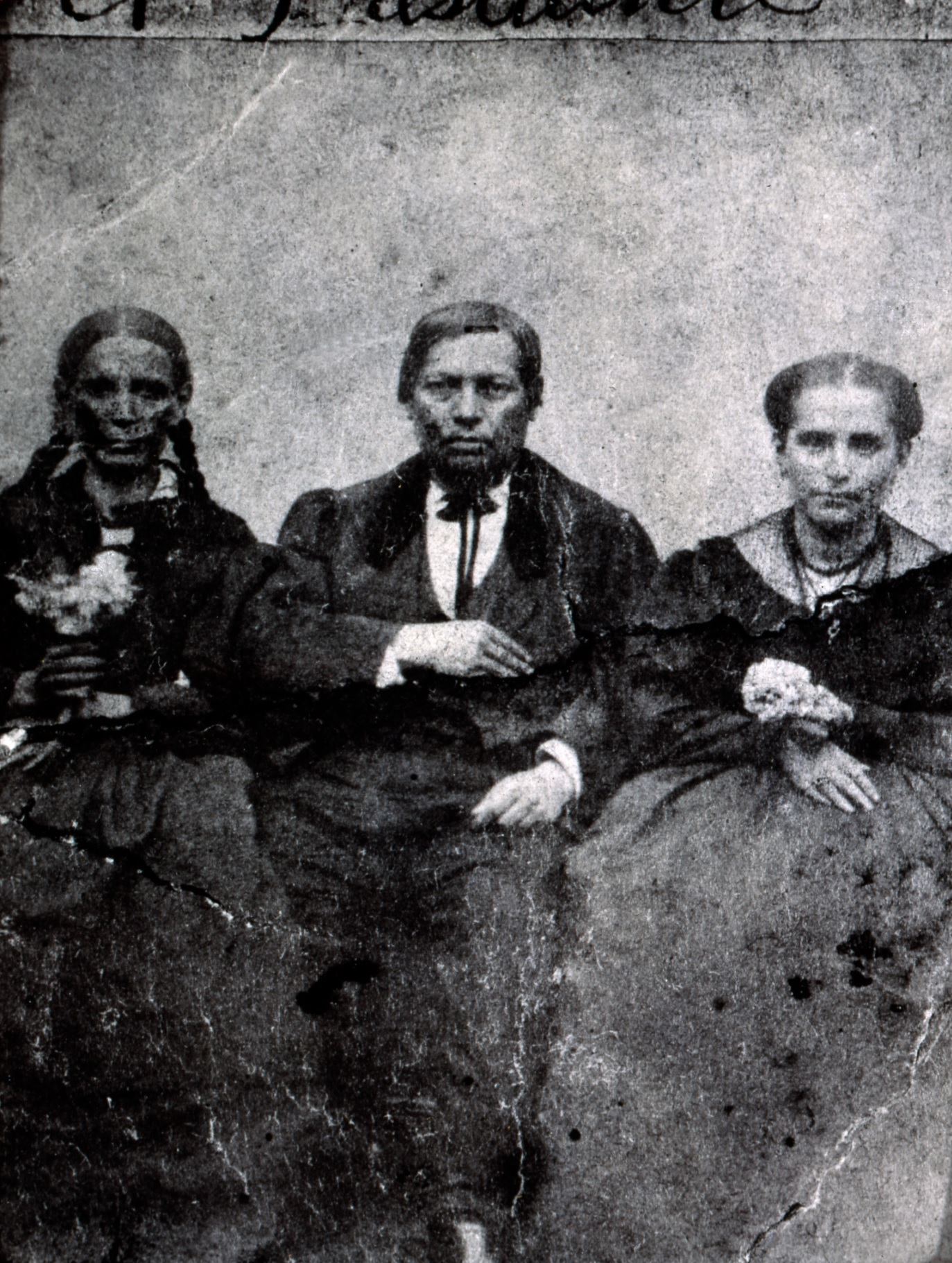
Benito Juárez en compañía de su hermana María Josefa (izquierda) y de su esposa Margarita Maza, el día de su boda en 1843. Juárez fue el primer presidente de México en haber sido ampliamente fotografiado. De hecho, esta fotografía fue tomada solo tres años después de la llegada de esta tecnología al país.

El 26 de mayo de 1830 Juárez fue nombrado encargado del Aula de Física del Instituto de Ciencias y Artes de Oaxaca.
Se desempeñó como rector de su Instituto en 1831, en el cual siempre profesó y defendió ante todo las ideas liberales. El 11 de diciembre de 1831, el ayuntamiento de Oaxaca comunicó a Juárez que había sido elegido regidor para el periodo que iniciaba el 1 de enero de 1832, comenzando así su carrera política. El 25 de agosto de 1832, el gobernador de Oaxaca José López de Ortigoza emitió un decreto comunicando los nombramientos para la Corte de Justicia del estado de Oaxaca, siendo Benito Juárez nombrado ministro suplente. El 11 de febrero de 1833, Juárez fue nombrado formalmente diputado electo de la Legislatura del estado de Oaxaca, es decir, diputado local. En su cumpleaños 26, Juárez fue nombrado capitán de la 5.ª Compañía del 1.er Batallón de Milicia Cívica de su estado. El 3 de febrero de 1834 se nombró a Juárez miembro de la Junta de Sanidad de su estado. El 7 de febrero se nombró a Juárez ministro interino de la Corte de Justicia del estado. El 7 de abril fue nombrado miembro de la Junta Calificadora y Premiadora de los méritos que, en el fuerte de Santo Domingo, contrajeron los valientes defensores de nuestras instituciones. El 6 de abril de 1838, se nombró a Juárez secretario interino de la Primera Sala del Tribunal Superior de Justicia del departamento de Oaxaca. El 31 de diciembre de 1839, fue nombrado ministro suplente del mismo Tribunal Superior de Justicia. El 23 de agosto de 1840, se nombró a Juárez compositor por la Quinta Sección de Oaxaca. El 31 de diciembre de 1840, fue nombrado de nuevo ministro suplente del mismo Tribunal Superior de Justicia. El 22 de julio de 1841, el Tribunal Superior de Justicia del departamento oaxaqueño emitió a favor de Juárez un despacho de juez de la instancia del ramo civil para la ciudad de Oaxaca. El 3 de octubre de 1843, recibió un nombramiento como segundo vocal suplente de la Junta Electoral de Oaxaca. El 1 de junio de 1844, se emitió un comunicado a la Asamblea Departamental del estado, señalando que Juárez no podía cubrir la plaza de vocal de esa Asamblea por estar desempeñando el cargo de secretario de Gobierno del departamento del estado. El 3 de enero de 1853, Juárez recibió un despacho de catedrático sustituto de Derecho Civil en el Instituto de Ciencias y Artes de Oaxaca. El 22 de febrero, se le concedió una licencia sin goce de sueldo por un mes, para ausentarse del Instituto. El 30 de septiembre de 1858, fue inscrito como socio honorario del Conservatorio Dramático Mexicano mediante un documento firmado por el presidente del mismo, José Valero y el prosecretario Justo Sierra.
Ese mismo año, apoyó a Valentín Gómez Farías, quien buscaba debilitar y someter al clero. Sin embargo, un año después se impuso de nuevo el centralismo en el país, por lo que huyó a Puebla. Después de un par de años regresó a Oaxaca. Se le otorgó el empleo de juez de primera instancia. Tuvo al menos dos hijos con una mujer anónima del pueblo, a la que desconoció para luego casarse con Margarita Maza, hija adoptiva de su antiguo patrón, Antonio Maza. Al celebrarse la boda, él tenía 37 años, y ella 17.
Sirvió como burócrata tanto a los centralistas como a los santannistas. Inclusive hizo que se colocara en su sala de sesiones un retrato de Santa Anna, y cuando murió la esposa de este, pidió a los empleados públicos que guardaran luto. En 1844 lo premiaron con el nombramiento de fiscal del Tribunal Supremo de Justicia oaxaqueño.
Al perder en las elecciones presidenciales el general Paredes Arrillaga, Juárez resultó elegido diputado federal, por lo que en 1847 se trasladó a la Ciudad de México con esta calidad.

## Gobernador de Oaxaca y destierro
Durante la invasión de Estados Unidos, Juárez volvió a Oaxaca y fue nombrado gobernador interino en 1847. Su gestión se caracterizó por lograr el equilibrio económico y la realización de obras públicas como caminos, la reconstrucción del palacio de gobierno, la fundación de escuelas normales, el levantamiento de una carta geográfica y del plano de la ciudad de Oaxaca. Se duplicó el número de escuelas en Oaxaca, de 50 que había en todo el estado a 100 o más.[cita requerida] Creó el puerto de Huatulco y construyó el camino hacia la capital, lo que permitió reducir el costo de varias mercancías que eran traídas de Veracruz o Acapulco.[cita requerida] También reorganizó la Guardia Nacional y dejó excedentes en el tesoro. Como gobernador, Juárez iniciaba actividades frecuentemente a las cinco de la mañana y salía de su despacho muy tarde, pasadas las 10 de la noche. Instaló un escritorio público para que cualquiera que lo solicitara pudiese hablar con él sin importar su condición social o económica. También en ese cargo Juárez impidió la entrada a Oaxaca al fugitivo Santa Anna, quien venía huyendo de la capital del país debido a la ocupación estadounidense de entonces, ofensa que Santa Anna jamás perdonaría.
En 1853 al llegar por undécima vez a la silla presidencial Antonio López de Santa Anna, se cobró venganza contra Juárez por haberle impedido ingresar al estado. Tal como Juárez se lo había advertido a su esposa, un día mientras impartía cátedra llegaron por él unos militares para apresarlo. Solicitó cinco minutos para terminar su cátedra e incluso le fue concedido pasar a su casa a despedirse de Margarita, pensando en un posible fusilamiento. Lo encerraron en las tinajas de San Juan de Ulúa. Al poco tiempo lo trasladaron a Veracruz, donde lo embarcaron en nave de bandera española rumbo al destierro en Cuba, en donde trabajó en una fábrica de puros. Tiempo después, Juárez se trasladó a Nueva Orleans, donde buscó el apoyo de las logias masónicas locales. Juárez conoció ahí a Melchor Ocampo y otros exiliados que habían sido desterrados o simplemente eran perseguidos políticos del dictador. Todos ellos se reunían en esa ciudad en secreto para planear un golpe de Estado en contra de Santa Anna.

## Revolución de Ayutla y Constitución de 1857

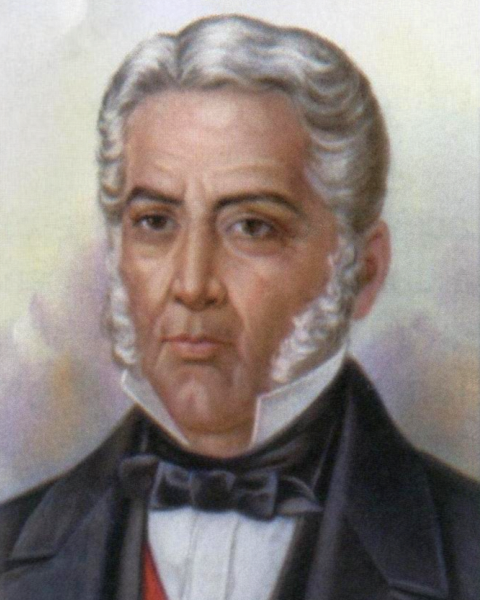
El general Juan Álvarez nombró a Benito Juárez Ministro de Justicia e Instrucción pública durante su breve periodo presidencial en 1855.

En el exilio, Juárez buscó apoyar a la revolución que se estaba gestando en Ayutla. Así que logró embarcarse a Panamá para luego llegar a Acapulco. Se le dio primero un humilde puesto de escribiente y asesoró al cacique guerrerense y héroe de la independencia Juan N. Álvarez en la lucha revolucionaria. Ante el inminente triunfo liberal, Santa Anna abandonó la presidencia el 9 de agosto de 1855 y el 16 de septiembre, los liberales llegaron a la capital. El 4 de octubre, una junta de representantes estatales eligió presidente provisional al general Álvarez en Cuernavaca, emitiendo Juárez su voto en favor del general, quien venció en las elecciones por una amplia mayoría a Ignacio Comonfort, Santiago Vidaurri y Melchor Ocampo. Álvarez decidió formar su gabinete, junto con la generación de liberales puros, como Melchor Ocampo en Relaciones, Guillermo Prieto en Hacienda y Benito Juárez, que fue escogido para ser ministro de Justicia e Instrucción pública.
En esta época expidió la Ley Juárez, oficialmente conocida como Ley sobre administración de justicia y orgánica de los tribunales de la Nación, del Distrito y Territorios. Esta ley coartaba los derechos de militares y eclesiásticos, como suprimir los tribunales "especiales" que tenían ambos organismos. Mas no fue una solución completa, como la que firmaron posteriormente Ignacio Comonfort y Sebastián Lerdo de Tejada, en la que se separaba la Iglesia del Estado. La Ley Juárez simplemente era un esbozo de algo que tenía que llegar más completo.
En 1855, durante el gobierno de Ignacio Comonfort, fue primero gobernador de Oaxaca, para después ser nombrado ministro de Gobernación y presidente de la Suprema Corte de Justicia. En diciembre de ese mismo año, durante el golpe de Estado ocasionado por conflictos entre conservadores que apoyaban a la iglesia y liberales que habían apoyado la separación Iglesia-Estado, Juárez fue apresado por las fuerzas del propio Comonfort. La razón fue la duda de los golpistas ante su posición, ya que Juárez nunca se declaró abiertamente en contra ni a favor del conflicto, irónicamente causado por la ley cuyas bases él mismo había ayudado a sentar.
Sin embargo, el propio Comonfort, quien había organizado su propio golpe de Estado contra su gobierno, acudió un mes después a pedirle a Juárez su ayuda, ya que tanto liberales como conservadores no habían llegado a ningún acuerdo y el gobierno se debilitaba cada vez más. Así que Juárez fue a Guanajuato a ver al general Manuel Doblado, quien era gobernador del estado, para organizar otro golpe de Estado. Sin embargo, este, junto con otros gobernadores, ya había desconocido a Comonfort y nombrado sustituto al propio Juárez, mientras que Zuloaga en Ciudad de México también se rebelaba en contra de Comonfort y de los liberales. Esto ocasionó la guerra de los Tres Años.

## Presidencia 1858-1861

### Guerra de Reforma

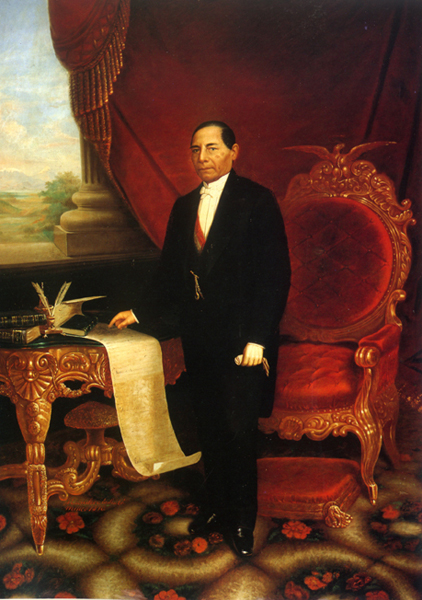
Pintura al óleo de Benito Juárez.

##### Primera presidencia interina
En 1858, Juárez se convirtió en presidente de la República por primera vez, tras el autogolpe de estado de Ignacio Comonfort, quien decidió aliarse al Plan de Tacubaya y dimitió; convirtiéndose en presidente por ser ministro de Justicia, en apego a la Constitución. Félix María Zuloaga, quien estaba apoyado por el ejército y el clero –clases afectadas por las leyes promulgadas durante el mandato de Comonfort, basadas en la Ley Juárez–, fue declarado también presidente, por parte de los conservadores. Juárez mantuvo un gobierno itinerante entre los distintos estados, perseguido por el ejército federal y con ínfimos recursos. Su gobierno formó inicialmente una milicia de unos cuantos cientos de hombres, entre los que se encontraban muchos de sus amigos exiliados de Nueva Orleans, como Melchor Ocampo.

##### En Guanajuato
Juárez tuvo que huir a Guanajuato, donde fue nombrado oficialmente presidente, y trató de organizar su gobierno, integrando en su gabinete en Relaciones y Guerra, a Melchor Ocampo; en Justicia, a Manuel Ruiz, en Hacienda, a Guillermo Prieto; en Fomento, a León Guzmán, como jefe del ejército, a Anastasio Parrodi y poco después nombró a Santos Degollado como ministro de gobernación. Ahí, desde Guanajuato, el presidente interino Juárez envió su primer manifiesto a la nación el 19 de enero de 1858, en la cual convocaba al pueblo mexicano a unirse a su causa, la cual consideraba justa y emanada de la voluntad del pueblo. Finalmente obligado por las circunstancias de la guerra, y ante el inminente avance de Osollo y Miramón, salió con dirección a Guadalajara el 13 de febrero.

##### Intento de fusilamiento en Guadalajara
En 1858, Juárez llegó a Guadalajara el 14 de febrero: el aniversario de la fundación de dicha ciudad; acompañado de su gabinete en pleno y de algunos miembros del Congreso, entre quienes figuraba el vicepresidente Mateo Echais. Fue recibido por los poderes estatales y municipales en San Pedro Tlaquepaque, quienes protestaron su lealtad. Juárez se hospedó en el Hotel Francés.
Mientras realizaban una reunión de gabinete en el Palacio de Gobierno de Jalisco, un oficial lo traicionó e interrumpió la reunión con algunos soldados, a quienes les ordenó preparar armas. Juárez se levantó de su silla y se colocó de frente para esperar su destino, pidiendo que le dispararan al pecho. El ministro Guillermo Prieto salvó la vida de Juárez anteponiéndose a su persona y gritando su famosa frase de «¡Los valientes no asesinan!», y continuó: «Si quieren sangre, bébanse la mía, pero no toquen al presidente», cuando el conservador Filomeno Bravo había dado la orden a soldados del 5° regimiento de fusilar al presidente.

##### Segundo destierro
Ante el avance de las tropas federales, Juárez y su gobierno llegaron al Pacífico, donde no tuvo otro remedio para salvarse que embarcarse junto con su gabinete y otras personas con rumbo a Panamá, de donde cruzó al Océano Atlántico para viajar hacia La Habana y luego a Nueva Orleans, a donde llega el 28 de abril. En todos estos puntos fue reconocido y recibió muestras de admiración por defender su causa. En Nueva Orleans la prensa lo abordó incesantemente.

##### En Veracruz
El 4 de mayo de 1858 Juárez llegó a Veracruz, donde el gobierno de Manuel Gutiérrez Zamora le era afín, junto con el general Ignacio de la Llave. Al llegar al puerto de Veracruz, ya lo esperaban su esposa e hijos en el muelle, junto con gran parte de la población, que ese día se desbordó al malecón para recibirlo. Allí pasó varios meses sin sobresaltos hasta el ataque de Miguel Miramón, quien finalmente levantó el sitio sobre el puerto, el 30 de marzo de 1859. El 6 de abril recibió al representante diplomático de los Estados Unidos Robert MacLane.

##### Nacionalización de los bienes del clero
El 12 de julio de 1859, Juárez decretó la primera de las normas de reforma: la Ley de Nacionalización de los Bienes Eclesiásticos, que impidió a la Iglesia tener propiedades en México.
Ante la fragilidad del gobierno juarista, los conservadores Félix María Zuloaga y Leonardo Márquez tenían oportunidad para recuperar el poder. Ante esto, Juárez solicitó al congreso facultades extraordinarias. Los miembros liberales del congreso se negaron, con el principal argumento de que haber colocado al país bajo una constitución había costado una guerra muy sangrienta y no era posible que Juárez, que había impulsado dicha Constitución, ahora quisiera violar los principios de legalidad dándose facultades de virtual dictador. Sin embargo, dos grupos de conservadores atraparon a Ocampo y a Santos Degollado, respectivamente, y los mataron; desviando la atención de los liberales en el congreso, cambiando la opinión de estos y decidiendo otorgar dinero y poderes a Juárez para acabar con ellos.[cita requerida]
Tuvo finanzas excepcionales durante su mandato. Su gobierno arrojó un déficit presupuestario de 400.000 pesos mensuales. Solo logró recaudar un millón de pesos de la venta de las propiedades de la Iglesia.[cita requerida]

## Intervención francesa y Segundo Imperio Mexicano
Francia invade México
Por no poder pagar sus deudas con Europa, debido al precario estado de las arcas públicas que recibió del anterior gobierno conservador,como consecuencia de la guerra de reforma, el puerto de Veracruz fue invadido el 15 de diciembre de 1861 por una fuerza española de 6000 hombres que no encontró resistencia. El 9 de enero de 1862, se les unieron 3000 franceses y 800 ingleses.
Los invasores ingleses y españoles salieron del país, ya que los franceses sabotearon las conversaciones para obtener el pago pacífico de las deudas. Napoleón III estaba buscando secretamente establecer un Imperio Mexicano.
El papa Pío IX también apoyó la invasión de México. La Iglesia católica estaba fuertemente disgustada con la aplicación de las Leyes de Reforma en México. La encíclica del Vaticano Quanta cura,incluía el Syllabus errorum que era un catálogo de infracciones a los presuntos derechos de la Iglesia en que incurrían, en Europa y en América, gobiernos de países antaño sometidos al dominio eclesiástico.

"Levantamos nuestra voz pontificia con libertad apostólica en esta vuestra plena asamblea para condenar, reprobar y declarar írritos y sin ningún valor los mencionados decretos".
Papa Pío IX respecto a las Leyes de Reforma en México[cita requerida].

Los franceses perdieron el 5 de mayo de 1862 la Batalla de Puebla, contra las tropas mexicanas bajo el mando de Ignacio Zaragoza. El General Zaragoza mandó a Palacio Nacional su famoso telegrama:

"Las armas nacionales se han cubierto de gloria".
General Ignacio Zaragoza al presidente Juárez. 5 de mayo de 1862

Francia, luego de un año después de la batalla del 5 de mayo mandó a 25000 hombres más que entraron a la Ciudad de Puebla en poco más de dos meses luego de haberle puesto un sitio a la ciudad, mismo que provocó la escasez severa de bienes y en especial alimentos lo cual mermó las posibilidades defensivas que desde el principio eran inferiores, pero también la población en su gran mayoría vio en los invasores a los enemigos en contra de lo que los conservadores querían promover. Varios comandantes del ejército mexicano, entre ellos Porfirio Díaz y González Ortega fueron capturados.

### Gobierno itinerante
Luego de haber efectuado una sesión extraordinaria del Congreso de la República, donde se le dieron poderes especiales a Juárez y el Congreso, decretó la suspensión de trabajos hasta nuevo aviso, seguido de una sesión solemne que acabó en el Zócalo capitalino con miles de mexicanos que fueron a despedir a Juárez, el 31 de mayo de 1863. Juárez abandonó la capital junto con una gran caravana para llevar consigo al Gobierno de la República hacia el norte, a salvo de los invasores. En la caravana iban los principales ministros de Juárez, así como muchas carretas cargadas de papeles que contenían los archivos de la nación. La caravana era custodiada por unas tres centenas de soldados bien pertrechados.
Al pasar la caravana de Juárez cerca de Dolores Hidalgo, Guanajuato, Juárez ordenó desviarse hacia tal población. Ahí se efectuó una reunión con el jefe municipal y los pobladores. Juárez visitó la casa de Miguel Hidalgo, que se encontraba en buenas condiciones. Allí, el jefe municipal le hizo saber al presidente que tal anciano que se veía por ahí era el que custodiaba la propiedad, además de que éste había sido amigo de Miguel Hidalgo. Juárez se acercó al hombre que pretendió reclinarse ante Juárez, pero éste lo detuvo y le dijo que era él quien debía inclinarse ante el viejo por ser un héroe de la independencia. Juárez le preguntó al hombre sobre cómo era Hidalgo, a lo que éste respondió que era un hombre extraordinario. Juárez le dijo que él luchaba por los mismos ideales que Hidalgo. Juárez llegó a San Luis Potosí, donde intentó rehacer su gobierno. Él había decretado una ley, el 25 de enero del año anterior, considerando traidores a todos los que apoyaran con armas; a quienes aceptaran cargos en el gobierno de los invasores y también a quienes apoyaran la abolición de las Leyes de Reforma.
Los franceses entraron a la capital mexicana sin disparar un solo tiro, ya que Juárez y su gabinete estaban gobernando desde San Luis Potosí. De ahí se cambió estratégicamente a Monterrey y a Saltillo. Echó al cacique por medio de sus contactos, para luego perder las ciudades ante los franceses. Juárez había enviado a Margarita y sus hijos a Nueva York, Estados Unidos, donde recibió el apoyo de Matías Romero y el Secretario de la Embajada de México en aquel país, que seguía funcionando. Luego de recibir en la estación de ferrocarril a Margarita y su familia, Matías Romero los instaló en una casa en los suburbios. Las órdenes de Juárez habían sido conseguirles una casa suficiente pero modesta. Inmediatamente, Matías Romero encargó a Margarita y a su familia a su secretario, y partió a la Ciudad de Washington, donde se entrevistó con el secretario de Estado. La encomienda de Juárez era asegurarse que los Estados Unidos estuvieran del lado de la República y en contra del imperialismo francés. Abraham Lincoln, presidente estadounidense en ese entonces, tenía grandes problemas en medio de la Guerra de secesión, que se entablaba entre el Norte y el Sur del país. Matías Romero consiguió que el secretario de Estado estadounidense pidiera a su embajador ante España que influyera para evitar que ese país apoyara la empresa francesa en México. Para ello, se amenazó a España con que, si insistía en apoyar la invasión a México, los Estados Unidos tendrían que intervenir a favor de la República.
Maximiliano se dirigió a México y escribió una carta a Juárez, invitándole a participar en su gobierno imperial. Juárez contestó desde la Ciudad de Monterrey el 1 de marzo de 1864, rechazando tal propuesta, denostándolo por ser un agente de Napoleón III y advirtiéndole que la historia los juzgaría.

Es dado al hombre, señor, atacar los derechos ajenos, apoderarse de sus bienes, atentar contra la vida de los que defienden su nacionalidad, hacer de sus virtudes un crimen y de los vicios una virtud; pero hay una cosa que está fuera del alcance de la perversidad, y es el fallo tremendo de la historia. Ella nos juzgará.
Carta de Benito Juárez a Maximiliano. Monterrey, NL. 1 de marzo de 1864.

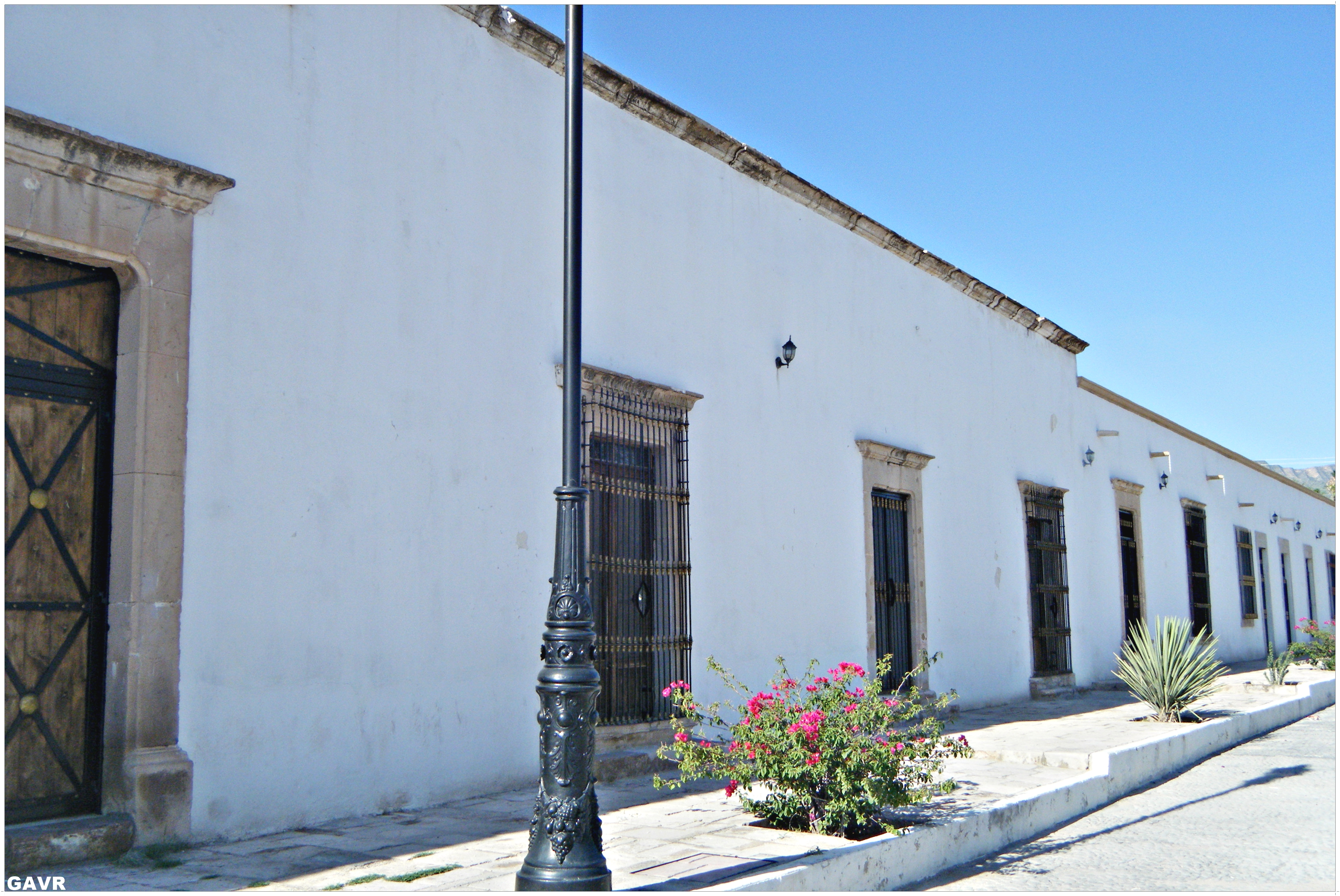
Casa en Cuatillos, Durango, donde Benito Juárez dio el grito de independencia la noche del 15 de septiembre de 1864.

Juárez se mudó a Coahuila, estableciéndose en varios pueblos y haciendas. Pero el lugar más sobresaliente fue el poblado del Gatuño (hoy Congregación Hidalgo), ya que fue ahí donde, el 4 de septiembre de 1864, ordenó a varios caciques que escondieran los archivos de la nación. Dichos caciques escondieron los archivos en la Cueva del Tabaco. De ahí, entró a la Comarca Lagunera del estado de Durango, desde donde viajó a la Hacienda de Pedriceña, en el poblado de Cuatillos,la tarde del 15 de septiembre de 1864. Fue ahí donde Juárez dio el Grito de Independencia en 1864. Después se trasladaron hacia la Hacienda del Sovaco en Nazas y de ahí a la Hacienda de Santa Rosa (hoy Gómez Palacio), donde tuvo una reunión con los primeros oficiales de la nación. De allí se trasladó a Mapimí, Durango en donde se hospedó varios días en una casa de hospicio. Una vez saliendo de Durango, ingresó a Chihuahua, con cada vez menos apoyo. Maximiliano y su esposa Carlota, luego de una gira por Europa, llegaron a la Ciudad de México. El general Jesús González Ortega, que había sido leal a la causa de la República y había combatido en Puebla a los invasores franceses, era titular de la Secretaría de la Guerra y de la Suprema Corte de la Nación. González Ortega combatió el avance francés hacia el norte sin éxito.
En Chihuahua

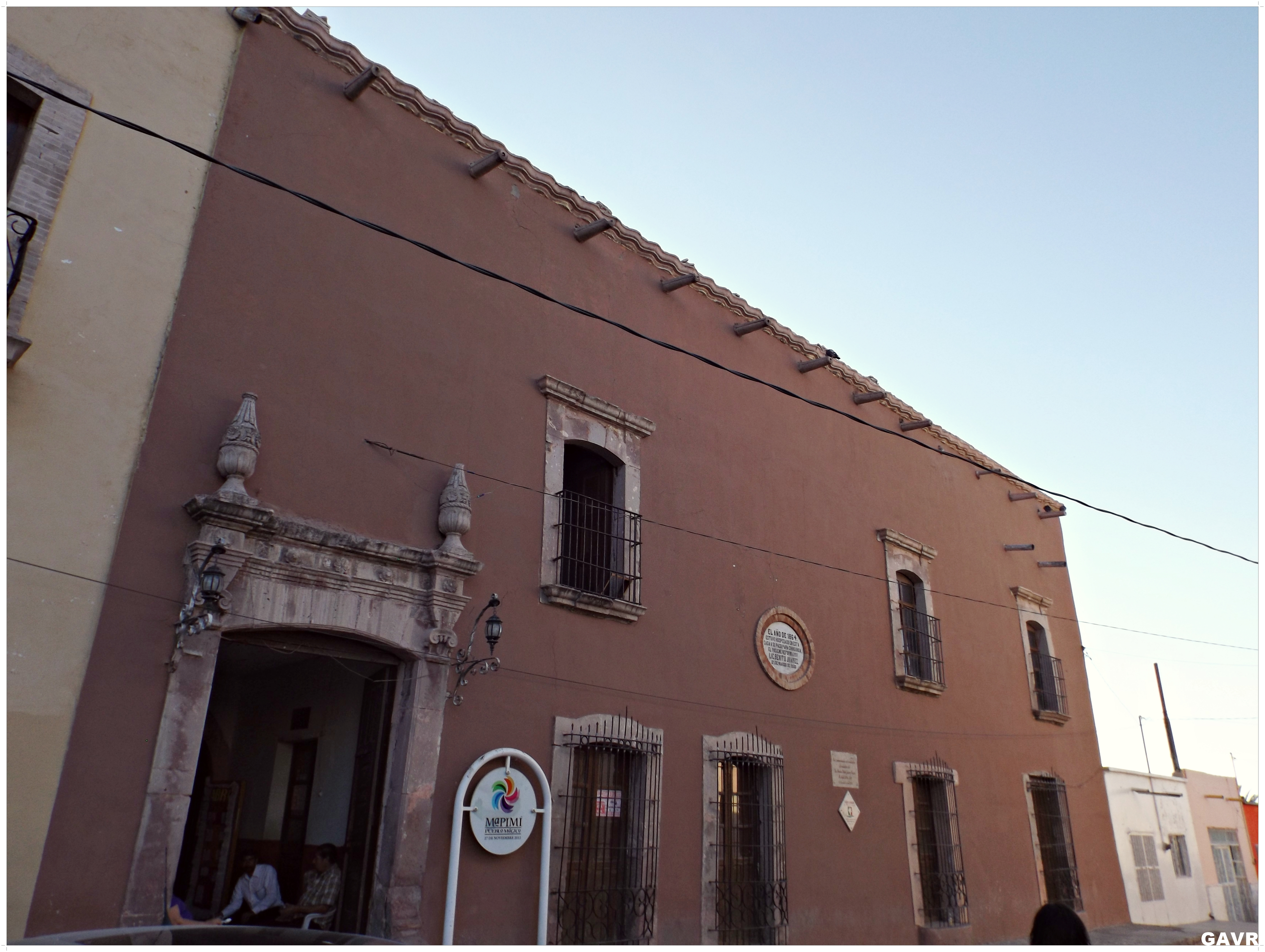
Hospicio en Mapimí, Durango donde Benito Juárez fue un huésped distinguido entre los lugareños.

En 1864 el presidente Benito Juárez y sus ministros Sebastián Lerdo de Tejada, José María Iglesias y Miguel Negrete arribaron a territorio chihuahuense e instalaron en la ciudad la sede del gobierno republicano. En Chihuahua, la república gozaba de bastante apoyo, tanto del gobierno como del pueblo. Exactamente un año antes de que terminara el período constitucional de Juárez, González Ortega entró a la oficina de Lerdo de Tejada preguntando si se le entregaría la presidencia ese día o al siguiente, argumentando que la Constitución de 1857 no era muy clara, respecto a lo cual, Lerdo le pidió unas horas para responder. Lerdo acudió a hablar con el presidente Juárez de tal reclamación. Este le contó al presidente sobre la reclamación de González Ortega, además de decirle que González Ortega era corrupto, pues tenía pruebas de que había desviado fondos para el ejército republicano para sí mismo. La conclusión fue que González Ortega se confundió, pues el período constitucional de Juárez terminaba hasta un año después. La confusión fue debido al hecho de que Juárez había ocupado la presidencia de forma interina, pero ese tiempo no contaba dentro del período constitucional. En la tarde, González Ortega tocó a la oficina de Lerdo y al pasar este le aclaró el asunto. González Ortega no tuvo más que decir y ante tal ridículo se fue al poco tiempo con su hermano a Norteamérica en un autoexilio.
En Nueva York, Pepito, uno de los hijos de Juárez, yacía enfermo de pulmonía debido a los fuertes fríos que azotaban aquella región. De esto había tenido noticia Juárez. Estados Unidos se encontraba en guerra civil. Matías Romero se dirigió por tren a Nueva York y, junto con otros funcionarios de la embajada, fue a ver a Margarita y a su hijo enfermo. Cuando llegaron, los recibió Pedro Santacilia, yerno de Margarita que vivía allí con su esposa y tenía la encomienda de Juárez de velar por la familia. El niño Pepito acababa de fallecer. La temperatura rondaba los 12 grados bajo cero. La casa estaba sumamente fría debido a que la leña y los víveres escaseaban mucho en aquel invierno, en medio de la guerra. Lo poco que había era sumamente caro y el hogar de Margarita no contaba con esos recursos. La escena era desgarradora según contó Don Pedro. Margarita gritaba inconsolable abrazando el cuerpo. Los funcionarios de la embajada esperaron en la sala. Don Pedro tuvo que usar los muebles como leña para calentar un poco la casa. Margarita se opuso a realizar los funerales de su hijo en "esa ciudad ajena" (Nueva York) y decidió embalsamar el cuerpo hasta poderlo enterrar en su tierra, Oaxaca. Pedro Santacilia enteró de esto a Juárez, a lo que le replicó que ella (Margarita) es su madre y sabe lo que hace. Tal disposición violaba las leyes sanitarias de Nueva York, como Matías Romero se lo hizo saber a Pedro Santacilia.
Durante febrero de 1865 Juárez fue avisado de la tragedia, lo que lo apartó una semana de su oficina en Chihuahua. Sus colaboradores lo animaron y a la vez se asombraron del temple de aquel indígena, en especial su Secretario de Hacienda José María Iglesias y su Secretario de Gobernación Miguel Lerdo de Tejada. El 21 de marzo de 1865, sus colaboradores y el gobernador de Chihuahua le organizaron una fiesta de cumpleaños. Juárez, al enterarse, señaló que no quería que se gastara ni un centavo del erario en ninguna fiesta, a lo que le replicaron que no lo harían, que los gastos serían personales. Ante tal realidad, Juárez acudió al evento organizado a las 18:00, donde asistieron unas 800 personas. Por su parte, en Estados Unidos las tropas al mando de Abraham Lincoln tomaron la capital del Sur y derrotaron al general Robert E. Lee, ganando definitivamente la guerra civil. Matías Romero presentó las felicitaciones del gobierno de la República Mexicana en los primeros lugares al presidente Lincoln. Al poco tiempo Lincoln fue asesinado. Mientras tanto, Maximiliano, desde la Ciudad de México, informó a su gabinete que el país estaba pacificado y que en pocos días el ejército imperial entraría a Chihuahua para acabar con Juárez. Napoleón ordenó el retiro de algunos miles de efectivos ya que Francia sufría el embate del congreso por los excesivos gastos que representaba la invasión de México. El general Bazaine, al mando del ejército francés desde antes que tomara el puesto Maximiliano, le advirtió a éste que el retiro de tropas fortalecería a Juárez. Maximiliano celebró su cumpleaños en Ciudad de México. En el ambiente hubo una gran satisfacción porque la República, Juárez y los brotes insurrectos de republicanos a lo largo del país, se suponían aniquilados. Con esto se celebró además del cumpleaños, el triunfo de la monarquía. Maximiliano, en agradecimiento al mariscal francés y comandante en jefe del ejército monárquico Bazaine, le regaló a éste una mansión para que la habitara con su esposa mexicana conocida entre la corte como Pepita.
Ante el inminente ataque francés, Juárez y su gobierno destruyeron la papelería importante para que no cayera en manos francesas. En una madrugada de mayo de 1865, los franceses atacaron Chihuahua al mando del General Agustín E. Brincourt. La ciudad fue bombardeada y se defendió tenazmente pero finalmente cayó bajo las fuerzas francesas. Sin embargo Juárez y su gabinete habían logrado ser evacuados a salvo, escapando rumbo al norte. Mientras tanto, algunos generales republicanos combatieron heroicamente el avance francés. El general Brincourt obligó a los republicanos a firmar el acta de sumisión al imperio. El gobierno de la República, reducido a un pequeño número de personas, llegó a Villa Paso del Norte, la actual Ciudad Juárez, Chihuahua. Al ser perseguidos por los franceses tuvieron que huir, por lo que Lerdo de Tejada le dijo a Juárez que deberían escapar a Estados Unidos; a lo que Juárez contestó que eso equivalía a darse por vencidos y aniquilar la República. Juárez preguntó, señalando una serranía, si aquello aún era territorio nacional, a lo que un militar oriundo de aquella región le aseguró que sí. Juárez ordenó moverse para allá a pesar de que le advirtieron que no había nadie allí, sólo matorrales, víboras y demás alimañas. A esta serranía hoy se le conocer como sierra de Juárez (Chihuahua). Los franceses, al llegar, fueron informados de que Juárez había cruzado la frontera, lo que dio por terminada la persecución y fue lo que reportaron a la Ciudad de México.
El 14 de agosto de 1865 quedó establecido en la Villa de Paso del Norte el gobierno nacional. Las fuerzas republicanas retomaron la ciudad de Chihuahua, por lo que los franceses abandonaron la ciudad el 29 de octubre. Los franceses planearon retomar por sorpresa la ciudad de Chihuahua pocos días antes de la Navidad de 1865, pero José María Pérez Esquivel, telegrafista septuagenario, se enteró del plan francés y mandó a avisar a Juárez, que nuevamente logró huir a tiempo hacia el norte. El 11 de diciembre las fuerzas francesas retomaron la capital. Los franceses capturaron a José María Pérez Esquivel y luego de golpearlo lo mandaron fusilar la mañana del 24 de diciembre de 1865, ante la gran indignación del pueblo chihuahuense en contra de los invasores.
Los militares Manuel Ojinaga, Manuel Díaz Mori (hermano de Porfirio Díaz) y otros militares, estuvieron al lado de Juárez en la defensa de su gobierno errante. En la huida hacia el norte, el gobierno de la república pensó detenerse en el lugar llamado El ojo de la laguna, pero Luis Terrazas, gobernador de Chihuahua, les dio alcance para persuadirlos de que debían continuar la marcha durante toda la Nochebuena y la madrugada de Navidad pues los franceses los perseguían. La comitiva continuó su marcha. Terrazas advirtió que algunos indígenas de la región se pasaron al lado imperialista, por lo que la comitiva debería cuidarse también de estos. Llegaron al desierto de Samalayuca. El 28 de diciembre de 1865 llegaron a la frontera, siendo perseguidos por los franceses a menos de un día de camino. Muchos persuadieron a Juárez de cruzar la frontera, pero éste, tomando un puño de tierra en la ribera del Río Bravo exclamó que preferiría refugiarse en algún cerro agreste y morir con la bandera en el pecho que abandonar el suelo patrio. Todos entendieron el mensaje y se ordenó a la pequeña tropa que los acompañaba hacerle frente a los franceses.
Mientras tanto, Matías Romero y el secretario de la Embajada Mexicana ante los Estados Unidos llegaron a la casa de doña Margarita para acompañarla a la recepción que en Washington le preparaba el gobierno estadounidense de Andrew Johnson. Este había desconocido al Imperio de Maximiliano y reconocido a Juárez como presidente legítimo de la República Mexicana. Johnson anunció el envío de unos 100 000 hombres a la frontera con México para amedrentar a los invasores de México. También el embajador de los Estados Unidos en París presionaba a Napoleón III para que retiraran sus tropas de México. Maximiliano ofreció a los confederados que habían perdido la guerra en los Estados Unidos la posibilidad de establecerse en Veracruz. Esto fue muy mal visto por el gobierno de Washington.
Las fuerzas republicanas al mando del general Luis Terrazas Fuentes contraatacaron a los franceses y retomaron la capital de Chihuahua el 25 de marzo de 1866; después recuperaron Parral y avanzaron sobre el estado de Durango. Luego de tales hechos, el presidente Juárez distinguió al general Terrazas con su amistad. Juárez entró a la capital chihuahuense el 7 de junio de 1866, ante el gran júbilo de la población. Se organizó una ceremonia donde les dieron lugares de honor a los lisiados de las batallas acaecidas en aquella región y se entregaron medallas de bronce a los héroes de la República. Cuando Juárez colocó una medalla a un joven de unos 16 años, este estalló en lágrimas y le dijo al presidente que sus cinco hermanos murieron combatiendo por él (Juárez) y que él también con gusto habría muerto por la misma causa. El presidente contestó que lo entendía y que él también perdió un hijo. Y le dijo que no murieron por él, sino por el aire y la tierra de la Patria, que murieron por la libertad.
En esas mismas fechas el imperio de Maximiliano tuvo cada vez más problemas. El clero mexicano se había rebelado ante el imperio porque Maximiliano no dio marcha atrás a las leyes de Reforma. Francia había ordenado ya el retiro total de su ejército a más tardar para inicios de 1867. Estados Unidos ya no estaba en guerra y el presidente Johnson se pronunció en su congreso por el total apoyo al presidente Juárez y la República. 100 000 hombres enviados a la frontera con México amedentrarían a los franceses. La Emperatriz Carlota de México partió a Europa la madrugada del 7 de julio de 1866, con el plan de buscar apoyo del papa Pío IX, de Napoleón III y del hermano de Maximiliano, entre otros. La división entre los republicanos en México se hizo más dramática, ya que el período constitucional de Juárez se acercaba a su fin. Por tal motivo, Juárez publicó un decreto en donde, argumentando que el país estaba en guerra, extendía su mandato hasta que se normalizara la República y se convocara a elecciones. González Ortega, autoexiliado en los Estados Unidos, buscó el reconocimiento de ese país como presidente, mientras que recibía la ayuda de Ignacio Ramírez, "El Nigromante".
Mientras que Carlota buscaba apoyo en Europa para el imperio, Maximiliano dejó la capital y los múltiples problemas que allí tenía y se fue a pasar un tiempo a la ciudad de Cuernavaca, al Palacio de San Cloff, donde vivía su amante María Bonita, hija del jardinero en jefe de ese palacio. La Emperatriz Carlota había recibido la negativa de Napoleón III para entrevistarse, pero ella insistió y se trasladó a París. Allí se hospedó en el Gran Hotel de París, donde consiguió una entrevista con los ministros de Napoleón III y con la emperatriz Eugenia, reunión que no prosperó pues estos últimos tenían instrucciones de no ceder en nada. Después Carlota consiguió una cita con Napoleón III a las 10 de la mañana del 18 de agosto de 1866 en su hotel. Los acompañaban representantes del imperio mexicano como Juan Nepomuceno Almonte y Pedro Hidalgo y representantes del gobierno francés como el ministro de Estado; sin embargo, la entrevista se dio sólo entre Carlota y Napoleón, encuentro donde Carlota mostró la desesperación por conseguir algún apoyo y Napoleón la de negar cualquiera. Carlota sugirió incluso la disolución del congreso de París a Napoleón. Este último terminó la reunión diciendo que Maximiliano tenía que abdicar ya, pues no tenía otra opción.
En Chihuahua, Juárez recibía buenas noticias de todo el territorio nacional respecto a la recuperación del control de la patria. El ministro de Guerra, el general Ignacio Mejia, rendía los informes correspondientes. Porfirio Díaz avanzaba en Oaxaca desde el sur. El obispo de Oaxaca había pedido garantías a Díaz ante su inminente entrada a la capital oaxaqueña, a lo que Díaz respondió que le dejaría vestir sus mejores prendas para su fusilamiento. Este huyó de Oaxaca junto con muchas personalidades, sobre todo de la alta sociedad, que habían sido afines al imperio. El gobierno de Juárez retomó el control de las aduanas de San Blas, Mazatlán y Guaymas, que representaban importantes recursos para su gobierno. Luego, el ejército republicano tomó las ciudades de Guadalajara, Monterrey y Tampico y logró controlar más aduanas de esas regiones. El ejército francés y el de la República mexicana tuvieron batallas, pero no en grandes cantidades de hombres, pues los franceses se iban retirando hacia el sur y los republicanos en muchas ocasiones esperaban la retirada francesa para seguir el avance; sin embargo, hubo batallas de significación, como las de Miahuatlán, La Carbonera, Juchitán, San Pedro (Sinaloa), Santa Gertrudis (Tamaulipas), Naco (Sonora), Mazatlán y otras, en las cuales los republicanos derrotaron al ejército francés, aunque la mayoría de ellas serían ejecutadas a manera de guerrilla, sin acometidas de gran escala. El general Mejía informó a Juárez de la recuperación del Valle de Guayana y de la ciudad capital de Durango. Ante la realidad geopolítica de México, Juárez decidió trasladar su gobierno al sur, hacia Durango. El día de la partida  de la ciudad de Chihuahua, en el mes de diciembre, Juárez exclamó: "Gracias, tierra bendita, nunca te olvidaré", en agradecimiento a aquella ciudad y estado que le había dado alojo a su gobierno y a la causa republicana y en donde llegó acorralado y salió triunfante. Juárez, seguido de una larga comitiva, salió con destino final Durango, rumbo a Hidalgo del Parral. En su famosa carroza negra lo acompañaban Sebastián Lerdo de Tejada y José María Iglesias. En 1867, Juárez, a su regreso para la restauración de la República desde el Paso del Norte, fue hospedado por unos días en el Palacio de Zambrano en la ciudad de Durango, durante los cuales el palacio fue sede del poder ejecutivo de México.

### Caída del imperio
El 22 de agosto de 1866, Carlota salió del Gran Hotel de París con planes de ir a ver al papa Pío IX, pero antes, su comitiva la convenció de hacer una escala en el Castillo de Miramar en Italia, su antiguo hogar. El 27 de septiembre de 1866, Carlota visitó al papa Pío IX, donde presentó muestras de problemas mentales; diciendo que la bebida que le habían ofrecido estaba envenenada e insistiendo en tomar la de él. No se quería ir y tuvieron que invitarla a la biblioteca vaticana, para distraerla. Luego su hermano fue por ella. Carlota era atendida por el médico en jefe del hospital de enfermos mentales de su ciudad. Maximiliano, decidido a abdicar, recorrió el Palacio de Chapultepec indicando las pertenencias a embarcar y dejando la mayoría de las habitaciones intactas, pues muchos objetos habían sido regalos al pueblo de México y no a su persona ni a la de la emperatriz. Salió sigilosamente rumbo a Veracruz. En Orizaba, en noviembre de 1866, el Padre Fisher había organizado, junto con los conservadores de la región, una multitudinaria manifestación en apoyo a Maximiliano, para impedir que se fuera. Maximiliano decidió quedarse entonces en Orizaba por un mes, para pensar qué hacer.
Tres personajes influían en Maximiliano poderosamente: el padre Fisher, su médico el doctor Samuel Basch, de origen prusiano-judío, y su viejo amigo personal y colaborador Stephan Haspan. El primero lo intentaba persuadir de quedarse; los otros dos, de irse a Europa, pues veían la causa del Imperio perdida. Maximiliano recibió el apoyo de los generales Leonardo Márquez, apodado "El Tigre de Tacubaya", y Miguel Miramón, expresidente de México. Miramón le notificó que se había conseguido que la Iglesia ofreciera 11 millones de pesos, además de que se tenía la posibilidad de reunir 29 000 hombres y de que la junta de notables apoyaría a Maximiliano. Maximiliano formó un nuevo gabinete en Orizaba y su plan incluía:
- Sostener a los franceses totalmente en México, ya que Maximiliano también sabía que ellos eran su mayor apoyo;
- Crear un Congreso para legitimar su gobierno e invitar a los liberales a formar parte de su iniciativa, incluido Juárez.

Al poco tiempo se le informó a Maximiliano que se contaba con 29, 663 soldados, más de 2000 hombres de oficialía y 10 cañones para iniciar. La iglesia entregó un adelanto de 2 millones de pesos. Una afición de Maximiliano era cazar mariposas. En Orizaba lo siguió haciendo, junto con un ilustre botánico europeo que deseaba fundar un museo de historia natural en México (el actual Museo de Historia Natural de Ciudad de México), considerando la vasta riqueza natural que había encontrado en el país. A finales de noviembre, Maximiliano preparaba su regreso a la Ciudad de México. Juárez y su gobierno llegan a Durango los primeros días de noviembre y realizan una reunión con su gabinete de guerra. Deliberan sobre la toma de Matamoros, que era el único punto importante y estratégico en el norte que aún quedaba en manos del imperio. Se decidió utilizar un sitio, como el utilizado por los franceses contra los liberales para rendir a la Ciudad de Puebla. El plan se llevó a cabo.
Luego de tres semanas y algunas escaramuzas menores entre los ejércitos, el general Tomás Mejía, que defendía la ciudad de Matamoros, finalmente se rindió. Con esta victoria, los liberales controlaban todo el norte del país. Hubo entonces una gran fiesta popular frente al Palacio de Zambrano en Durango, que funcionaba como Palacio Nacional. Todo el norte era republicano. Ante el avance del control del país por los republicanos, Juárez traslada su gobierno rumbo a Zacatecas, siempre escoltado por el Batallón de Supremos Poderes. Juárez escribe una carta a Margarita en la que le comunica que pronto podrá regresar a México y podrán reencontrarse ella y sus hijos (tanto los vivos como los muertos) y él. Aún en Orizaba, Maximiliano, que pensaba que su hermano, el emperador Francisco José I de Austria lo apoyaría, sigue considerando irse a Viena. Napoleón manda un enviado, Francis de Casternons, con un plan muy negativo: ofrecerle el grueso del armamento francés y a su vez desestabilizar al mismo gobierno de Juárez y dar también más armas a algún general conservador. A sabiendas de sus intenciones, Maximiliano se niega a recibirlo. La madre de Maximiliano, Sofía de Baviera, le escribe una carta desde el Palacio de Schönbrunn: "Hijo mío,... no abdiques,... tu posición en Europa sería ridícula si lo hicieras,...lo más correcto, hijo mío, y lo más justo es que no regreses a Viena...". A raíz de esta carta, Maximiliano hizo traer de inmediato a Miramón, pues decidió regresar a la Ciudad de México.
El general Miramón fue derrotado en San Jacinto. Solo quedaba fuerte el general Leonardo Márquez, en las fuerzas conservadoras, y el no menos numeroso contingente francés que estaba bajo sus órdenes (la mayoría eran parte de la llamada Legión Extranjera). Ignacio Mejía dio un parte a Juárez en una reunión de gabinete en Zacatecas, donde le informó que el general Mariano Escobedo tenía entre 8000 y 10 000 hombres y que otro general tenía otros 6000. Una tarde, a las 15.00 horas, el gobierno republicano deja Zacatecas para salir rumbo a San Luis Potosí, en medio de un desfile y algarabía popular. Maximiliano se reúne con sus generales en la Hacienda de la Teja. El 13 de febrero de 1867 sale Maximiliano de la Ciudad de México rumbo a Querétaro con 9 000 hombres mal equipados (tanto conservadores como la legión francesa que se quedó con él). Lo acompañaban, entre otros personajes, el mariscal Albert Hans y Leonardo Márquez, este último conocido como "El Tigre de Tacubaya" por la masacre de médicos que realizó allí (conocidos como "Los mártires de Tacubaya"). Maximiliano salió de la Ciudad de México una semana después de que la mayoría de las tropas francesas se habían retirado. Maximiliano lanzó una proclama a su ejército en donde, poniéndose a la cabeza, dijo que este era "Un ejército que lleva consigo la dignidad y el amor a México".
Antonio López de Santa Anna se encontraba en Estados Unidos negociando con financieros, empresarios y con el secretario de Estado de aquel país, Mr. Siward, el apoyo para ocupar por duodécima vez la presidencia de México. A finales de marzo, Juárez recibió un mensaje de Matías Romero desde Nueva York que informaba que Santa Anna preparaba su regreso a México. En esos días recibió también noticias de la embajada de México en los Estados Unidos de que el gobierno de aquel país manifestaba su apoyo a Juárez y no a Santa Anna. Sebastián Lerdo de Tejada le comentó a Juárez que Santa Anna seguramente pretendía provocar un golpe de Estado al llegar a México. Comentó que redoblaría la vigilancia para que, si Santa Anna llegaba a Veracruz, fuese aprehendido inmediatamente. Juárez le contestó: "No se afane mucho usted porque, si Santa Anna no cuenta con apoyo de Estados Unidos, no vale nada... Santa Anna ya no vale nada.".
El día 19 de febrero de 1867 entra el ejército de Maximiliano a la Ciudad de Querétaro. Durante los días 20 y 21 siguen llegando contingentes de Michoacán, San Luis Potosí y Guanajuato entre otros Estados. El día 21 entran 4,000 hombres. En Querétaro se celebró una verbena popular celebrando la llegada de los imperialistas. En total eran entre 10 000 y 12  000 hombres en las filas de Maximiliano. El gobierno republicano avista las Torres de la Ciudad de San Luis Potosí a las 13.00, de 21 de febrero, poco después llega con Juárez a la cabeza a establecer el gobierno de la República en esa Ciudad. Hubo gran verbena popular para celebrar este hecho. La gente gritaba vivas: "Viva México, Viva la Independencia, Viva la República y Viva Juárez". Con respecto a lo militar, los generales liberales Ramón Corona al frente del Ejército de Occidente y el Gral. Mariano Escobedo se reunieron en una unión de caminos que llevaban a la Ciudad de Querétaro. con un total de 60,000 soldados. Un parte militar entregado a Maximiliano decía que las fuerzas enemigas eran 28,000 hombres, siendo 2,000 de caballería. El Gral. Mariano Escobedo realizó un recorrido por una eminencia desde donde pudo contemplar el campo de batalla próximo, Exclamó: "Mañana comenzará el principio del fin para el imperio".
Se presentaron algunas batallas. Los liberales impusieron un sitio a la Ciudad de Querétaro, con lo cual no podía entrar ni salir nada ni nadie, incluidos víveres o comunicados (telégrafo, correspondencia, etc.), durante una de esas batallas, el último reducto del ejército francés fue totalmente derrotado. Bombardearon algunos arcos del acueducto para cortar el suministro de agua a la Ciudad. Los liberales lanzaron muertos imperialistas al río para contaminarlo con miras en doblegar a los imperialistas. Ante el sitio y en una junta de Maximiliano con su comitiva, Leonardo Márquez propone al emperador que se le dé un contingente de caballería para ir a la Ciudad de México por refuerzos y víveres. Se le da el aval. Mediante una maniobra de distracción por la madrugada Márquez y su grupo logran atravesar el sitio no sin perder varias decenas de hombres, lo cual estaba contemplado. Los liberales no persiguen a este grupo considerando que no tenían posibilidades de juntar apoyo ni de regresar.
Maximiliano envió a un soldado apellidado Salvino como correo con miras en saber algo de Márquez. El plan consistía en que debía hacerse pasar por liberal y luego de mezclarse entre las tropas salir hacia la Ciudad de México. Al día siguiente Salvino apareció colgado en un árbol con un cartel que decía: "Soy el correo del emperador y estoy muerto". El día 24 de abril Mariano Escobedo en su campamento en las afueras de Querétaro decide dar la batalla definitiva y la última para el 27 de abril. Maximiliano tenía por cuartel general el cerro de las Campanas y también se pasaba bastante tiempo en el Convento de la Cruz, cerca de ahí. La comida de Maximiliano era modesta, similar a la de los demás, y se complementaba con pan que le hacían las monjas del convento. A Maximiliano se le veía sucio y desaliñado como si estuviese en el frente de batalla. Padecía enfermedades gástricas-nerviosas. Maximiliano acudía al frente de batalla para animar a su tropa y conocer la situación de primera mano. (es más coherente pensar que Maximiliano y sus tropas estaban pertrechadas en el convento de la cruz, recordemos que este convento fue el bastión donde los franciscanos, durante la conquista tenían su "cuartel general" desde donde partieron todas las misiones hacia el norte... este sitio estaba bien atrincherado, y ahí es donde Mariano Escobedo con su tropa logró introducirse derribando sólo un muro de la parte trasera y sorprendiendo cautelosamente así a la tropa francesa que esperaban un ataque violento)
En un enfrentamiento de caballería murieron 300 hombres. Los liberales persiguieron a los imperialistas llegando cerca de donde estaba Maximiliano quien quiso ir en apoyo de estos. Un súbdito lo detuvo del brazo diciéndole que no debía arriesgarse pues era el emperador. Maximiliano envió a un grupo a prestar apoyo de los perseguidos. Los liberales se retiraron. Para el 2 de mayo no había noticias de Leonardo Márquez. Para el 3 de mayo Maximiliano entregó en el Convento de la Cruz medallas de bronce al honor. Fueron 135 los militares galardonados entre soldados y oficiales. El día 5 de mayo de 1867 se cumplía un aniversario de la Batalla de Puebla. Los liberales celebraban por todo el país, en especial en la sede del gobierno de la República en San Luis Potosí y entre las tropas de Querétaro. Juárez habló desde el balcón principal ante una multitud que se reunió frente al Palacio Nacional provisional. En su discurso dijo:

"Pueblo de México, amados conciudadanos, el baño de sangre por el que ha pasado la República no podrá ser olvidado jamás. La sangre de vuestros hijos, la sangre de vuestros esposos, la sangre de vuestros padres, no será derramada de manera inútil por que al afianzarse la República se afianza la soberanía nacional". Y el concierto de todas las naciones admirará a este pueblo, hoy y por los siglos hasta siempre jamás, recordad esto, no podemos flaquear, tenemos que seguir adelante porque nuestra recompensa será la gloria eterna y el respeto de todos los pueblos y naciones que sabrán que México no es lugar donde venir a buscar aventura ni rostrar batalla para someter a un pueblo a la esclavitud. En este momento os digo, ¡mexicanos!, la libertad es una realidad, la libertad es un ejemplo para todas las naciones y los pueblos y orgulloso estoy hoy de ser el presidente de los mexicanos por que la nación realmente es hoy madura, hoy respetada, hoy temida, hoy bravía, hoy fuerte, y esta lucha será el inicio, el comienzo de una grandeza que nunca acabará."

Últimos días de Margarita y su familia en los Estados Unidos
Matías Romero le presentó a Margarita Maza al coronel McDown, comisionado por el gobierno estadounidense de Ulises Grant para asegurar el regreso a México de Margarita y su familia. El mismo coronel le dijo a Margarita que su misión era protegerla y hacerla llegar con absoluto bien hasta México sin que nada le ocurriera. A finales de abril se aprueba la ruta para regresar a Margarita, sus hijos y su yerno Santacilia. Viajarían por ferrocarril a San Luis, luego en barco fluvial por el Misisipi a Nueva Orleans y luego por un buque de guerra al Puerto de Veracruz. Todo por órdenes del presidente Andrew Johnson, que eran velar por la familia Juárez. En el mes de abril de 1867 Santa Anna estaba en una residencia en una zona exclusiva de Nueva York. Santa Anna mantenía vigilados a Margarita, Matías Romero y a Ignacio Mariscal. Santa Anna planeó rentar un barco grande llamado "Virginia" y trasladarse junto con un gran arsenal al Puerto de Veracruz para buscar un golpe de Estado con el apoyo de sus paisanos los veracruzanos. Sebastián Lerdo y Juárez veían que el ejército republicano tuviera todo para salir avante en su empresa. En eso llegó al Palacio Nacional provisional de San Luis Potosí el gobernador liberal de Guanajuato León Guzmán. El Bajío era entonces la única región que proveía con víveres al ejército republicano. El gobernador de Guanajuato se entrevistó en reunión privada con Sebastián Lerdo y Juárez. El presidente lo saludó, lo abrazó y le dijo "sabemos de las quejas sobre el mal uso del dinero..., dígame que pasa en Guanajuato". El gobernador Guzmán les dijo: "Los rancheros de Guanajuato, algunas áreas de Querétaro y el Norte de Michoacán se pusieron de acuerdo para subir los precios exageradamente. No tenemos dinero para pagar." (En referencia a los víveres para el ejército republicano).
Juárez dijo: "No puedo creer que los hacendados de la región piensen más en su beneficio personal que en los inmensos sacrificios que la patria hace por darles orden y paz; mándame una lista de todos los
rancheros y agricultores, por ahora no podemos ponerlos en nuestra contra, pero luego los castigaremos. Este egoísmo no tiene límites". Una vez que el gobernador se fue Sebastián Lerdo le preguntó a Juárez que lucía muy triste: "¿En qué piensa Don Benito?", respondió: "En el egoísmo humano Don Sebastián, a mi me ha costado dos hijos esta guerra, Toñito y Pepito, pero hay quienes solamente piensan en bienes materiales. ¡Vea estos precios! ¡Hasta 4 veces más caro está el cuarterón de maíz! y créame no se si por ser indio o por qué, pero no los entiendo, no entiendo a quienes se quieren enriquecer de la miseria, de las masas, del dolor y del sufrimiento de los otros, pero estaremos atentos Don Sebastián, ahora dejaremos que se hagan ricos, después ya les cobraremos impuestos terribles para devolver esa riqueza a las manos de la nación. Dejemos que se ilusionen, tarde o temprano se hará justicia. Ardo en deseos de que esta guerra se acabe, ¿Por qué siempre es el pobre el que sufre más? ¿Por qué siempre es el pobre el que lo tiene que dar todo mientras que otros se avorazan y se envilecen buscando sólo la riqueza material?, pero ay de aquellos que lo han hecho porque si yo sigo siendo el presidente ¡lo pagarán! lo juro ante usted." El ejército republicano se tuvo que abastecer de altísimos costos por lo que los impuestos en la región de Guanajuato se tuvieron que subir al doble y luego al triple.

### Proceso de Maximiliano
Maximiliano, luego de reflexionar pide a un general de su confianza de nombre Miguel López ir como mensajero ante el Gral. Mariano Escobedo y plantearle su rendición condicionada. Las condiciones eran que se le diera un salvoconducto para salir de México, que nunca regresaría, que se respetara la vida y las propiedades de los generales, oficiales y tropa. El general Escobedo ante tal propuesta dijo que se lo consultaría al Sr. Presidente y que regresara en unos días a la misma hora. Juárez fue consultado directamente por el Gral. Mejía, ministro de la Guerra, a lo que respondió: "Rendición incondicional". El emisario de Maximiliano regresó por la respuesta y el general Escobedo le propuso que si le entregaba a Maximiliano le perdonaría la vida planteando que así salvaría la vida de muchos hombres por lo que López aceptó traicionar a su emperador.
Alrededor de las cuatro de la tarde, el traidor condujo a los liberales hasta el Convento de la Cruz apartando a los hombres que cuidaban este. Cuándo Maximiliano se dio cuenta los demás oficiales liberales ya habían entrado al Convento y estaban apresando a los oficiales que aún dormían. Maximiliano pudo escapar hacia el cerro de las Campanas pero a las pocas horas fue rodeado y tuvo que entregar su espada al Gral. Corona diciendo: "Esta espada es del Pueblo de México". Maximiliano pidió que si debía de correr sangre fuera únicamente de él y volvió a pedir amnistía para sus tropas y oficialía. A Maximiliano se le dijo que no era considerado como emperador de México, sino como archiduque de Austria y que a partir de ese momento quedaba en calidad de prisionero de la República". Se le notificó que se consultaría con el presidente su petición. La noticia de Maximiliano y su imperio dio la vuelta al mundo. En Europa hubo mucho movimiento diplomático pidiendo a través de los embajadores en los Estados Unidos, que este país interviniera a favor de Maximiliano. Aunque la mayoría de los gobiernos europeos, señalaban a Napoleón III como el verdadero asesino, por negarle su apoyo (siendo él unos de los que lo habían instaurado en el trono), y haber dejado al archiduque a su suerte.
En Nueva York, la familia Juárez Maza dejó por fin la casa que habían ocupado allí por tanto tiempo y así Margarita, junto con sus hijos, su yerno, dos féretros con sus dos hijos finados y personal de la Embajada de México en los E.U.A., partieron en un tren oficial del gobierno estadounidense rumbo a Washington D. C. Allí fueron recibidos con gran júbilo y Margarita fue la noticia de primera plana en los periódicos de entonces. Estuvieron allí tres semanas. El señor Siward dijo al embajador mexicano Matías que tenía informes de que
Antonio López de Santa Anna planeaba secuestrar a Margarita por lo que se tomaron medidas respecto del itinerario que sería distinto en lo anunciado que lo realizado. Santa Anna tenía espías desde hace tiempo vigilando a la familia Juárez Maza, incluso en el Departamento de Estado tenía espías.

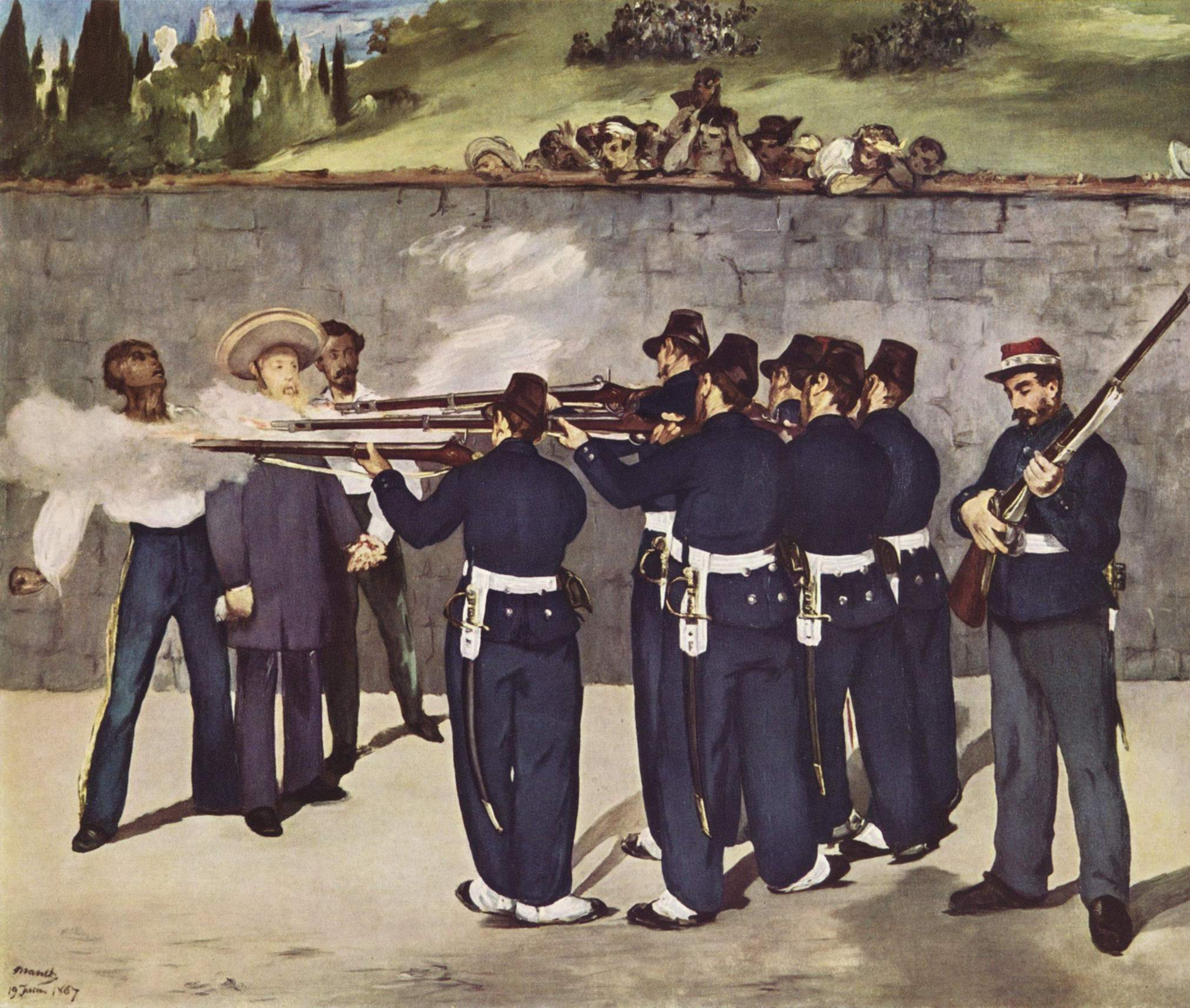
Fusilamiento de Maximiliano, Miguel Miramón y Tomás Mejía en el cerro de las Campanas. (Édouard Manet)

Por consejo de Lerdo de Tejada a Juárez, se nombra un tribunal militar para juzgar a Maximiliano y dos de sus generales Miguel Miramón y Tomás Mejía, quienes fueron llevados al teatro de la ciudad de Querétaro para ser juzgados. En dicho juicio (que duraría tres días), a los tres se les condena a morir un día después del proceso, por medio de un pelotón de fusilamiento. Todo ello bajo los delitos de, entre otros, apoyo a los invasores franceses además de traición a la patria para los mexicanos y de usurpación del poder para el austriaco. La condena dio la vuelta al mundo, destacando en Europa donde los periódicos decían que "el indio sació su sed de sangre", algunos dibujaban a Juárez vestido de indígena amerindio devorando con grandes colmillos a Maximiliano.
El gobierno de Juárez recibió gran cantidad de notas diplomáticas y toda clase de correspondencia para pedir clemencia por la vida de Maximiliano. La princesa Inés de Salm-Salm, cuyo esposo, el príncipe Félix de Salm-Salm era del grupo cercano de Maximiliano y también estaba detenido, acude ante Juárez para rogar por la vida del emperador y de su esposo. Incluso se arrodilla ante Juárez. Este le dice que no puede hacer nada ante la justicia (dice la tradición que las palabras de Juárez fueron: "No mato al hombre. Mato la idea"). Luego de toda esta presión por la vida de Maximiliano y el resto de imperialistas, Juárez concede tres días de retraso para el fusilamiento de Maximiliano, el general Miguel Miramón y el general Tomás Mejía. En esos días acuden más personas a ver a Juárez, sobre todo mujeres. La esposa de Miramón va con sus dos pequeños hijos a pedir por su esposo y la esposa del Gral. Tomás Mejía hizo lo propio con un embarazo avanzado. Luego de lo cual dio a luz en el camino rumbo a Querétaro donde el recién nacido pudo ser visto por su padre prisionero. No a todas las personas que lo solicitaron se les permitió ver a Juárez, pero si a la princesa de Salm-Salm que lo vio por segunda vez. Igualmente le rogó, esta vez con más ahínco. Juárez argumentó que no podía cambiar la justicia y que de hacerlo los mexicanos se le echarían encima, incluso podían pedir su muerte. La sentencia se consumó la mañana del 19 de junio de 1867 en el cerro de las Campanas. La noticia dio la vuelta al mundo.

## Restauración de la república
Juárez prepara su regreso a la Ciudad de México. El general imperial Leonardo Márquez seguía oponiendo resistencia en Ciudad de México con un grupo de hombres. Porfirio Díaz tenía la encomienda de hacerle frente. Antonio López de Santa Anna había llegado a Veracruz en un barco alquilado que era su cuartel general y en el cual también dormía. Su propósito era llamar a la rebelión en contra de Juárez y continuar con el gobierno imperial con él a la cabeza. En el puerto de Veracruz y la ciudad de Xalapa contaba con muchos adeptos, ya que él era del estado de Veracruz. Estas dos ciudades lo recibieron con ceremonias oficiales. En una polémica intervención norteamericana, el consulado de los Estados Unidos en Veracruz notifica de los planes de Santa Anna al presidente Johnson, quien decide que un cañonero estadounidense que estaba cerca del puerto de Veracruz bombardease el barco de Santa Anna para obligarlo a partir fuera de costas mexicanas y con esto evitar toda posibilidad de llevar a cabo su plan y con esto consolidar el gobierno de Juárez. Santa Anna, que en ese momento estaba en reunión en el barco, no tuvo más remedio que partir hacia Cuba.
Juárez sale de San Luis Potosí, pasa por Dolores Hidalgo, donde hace una ceremonia a los héroes de la independencia nacional, luego visita Tepeji del Río y llega a Tlalnepantla, donde se encuentra con Porfirio Díaz, con quien tenía diferencias. En todos los lugares por donde pasaba Juárez la algarabía popular era inmensa. Debido a que no estaban concluidos los preparativos en Ciudad de México se le pide a Juárez que se quede tres días en el Castillo de Chapultepec. Se encontraron con que este estaba convertido en un palacio austriaco, por lo que le sugirieron a Juárez cambiar la decoración y sacar ese mobiliario. A lo que Juárez dijo: "Están locos, esto es la historia de México." Juárez sale rumbo a Palacio Nacional por "El paseo de la Emperatriz", que desde ese momento cambia de nombre a paseo de la Reforma. En la Alameda Central se liberan una gran cantidad de palomas blancas. Luego de pasar por el paseo de la Reforma, Juárez y su comitiva se dirigen hacia el Palacio de Minería por la que hoy es la avenida Juárez. Juárez había decretado que se dejara en libertad a todos los presos que apoyaron la causa imperial. Iniciaba la reconciliación nacional. En el Palacio de Minería Juárez da el más célebre de sus discursos, que contiene la más célebre de sus frases.
El 15 de julio de 1867 Juárez entra a la Ciudad de México. Izó la bandera en la plaza de la Constitución. Existían diversas obras de arte en Palacio Nacional; Juárez dio órdenes de retirar adornos y objetos suntuarios y darle un toque republicano y no imperial a la sede del gobierno nacional. Entre otros, se redecoró el gran salón de acuerdos. El 20 de julio el gabinete se reunió en Palacio Nacional a las 9.00. Allí se trataron algunos temas importantes, como el de la existencia de disputas con el Reino Unido y sobre la deuda pública de México, que era algo grande. El Reino Unido deseaba reconciliarse con México (luego de que participó en la incursión militar en México junto con Francia y España). El gobierno de la Reina Victoria ofreció dos años de moratoria a cambio de renegociar la deuda y restablecer relaciones diplomáticas.Juárez ordenó que se aceptaran tales ofrecimientos. El presidente comentó que era importante la paz con todas las naciones, así que aceptó. Pidió al ministro del Exterior informar que se les daría parte de la franquicia para la construcción del ferrocarril de Veracruz a la Ciudad de México.Juárez dijo que se debía convocar a elecciones para que su gobierno fuese legítimo, y que él se presentaría a las elecciones. Porfirio Díaz reclamaba también elecciones. Juárez instruyó a Sebastián Lerdo de Tejada que se encargara de convocar las elecciones. José María Iglesias dijo: "En esta mesa todos somos juaristas, señor Presidente." Juárez puntualizó: "¡Eso no! En esta mesa todos somos republicanos, no juaristas. Si el designio del pueblo es que otro los gobierne, todos seremos dóciles a la voluntad ciudadana."
Regreso a México de Margarita Maza
Margarita y familia desembarcaron del guardacostas estadounidense en Veracruz, luego se trasladaron en el ferrocarril que para entonces tenía ya más de 90 km. Lo abordaron en medio de la algarabía popular y aplausos. Sebastián Lerdo de Tejada informó a Juárez que Margarita y familia ya habían desembarcado en Veracruz y que se encontraban cerca de Orizaba. Que en no más de cuatro días llegarían a la Ciudad de México. Juárez le preguntó a Sebastián Lerdo de Tejada si lo veía bien y no demasiado avejentado. Le comentó que iría al barbero, pues deseaba estar presentable para el encuentro. Le dijo también que no le daba tiempo para ir con el sastre pero que podía ir a una tienda por un traje ya confeccionado. Sebastián Lerdo de Tejada le dijo que el lo acompañaría a la tienda que se llamaba "La Concordia". Juárez comentó también que el departamento presidencial en Palacio Nacional no estaba terminado. Sebastián Lerdo de Tejada le sugirió alquilar una habitación en el hotel Iturbide. Juárez dijo que Iturbide era un emperador, que si no había mejor hotel. Sebastián Lerdo de Tejada le dijo que el nombre no era importante, que los imperios ya no volverían a México. Ambos rieron. Una vez que Margarita y familia llegaron a Orizaba fueron recibidos por mucha gente con tañer de campanas y cohetones. Ahora viajaban en carrozas. En un carro de mulas iba el equipaje y en un carro grande iban los ataúdes de Toñito y Pepito. En la Ciudad de Puebla también hubo aplausos, multitudes y tañer de campanas.
El 23 de julio de 1867 luego de pernoctar y antes de que saliera el sol, Margarita y familia partieron rumbo a la Ciudad de México. Juárez les dio alcance en el Pueblo de Ayotla, librando de esa forma en gran medida la algarabía popular y facilitándose recibirlos personalmente. En ese pueblo igual que en todo el recorrido la comitiva fue recibida con campanas y multitudes. Juárez llegó en su clásico carruaje negro, vestía levita nueva, una gran chistera y un bastón de 2000 pesos que le había sido obsequiado en Zacatecas como símbolo de la República. Llevaba unas flores en la mano para Margarita. Margarita lucía más delgada y era escoltada junto con su familia por el ejército republicano. Una vez cerca, Margarita caminó directamente hacia Juárez, él corrió hacia ella en los últimos momentos. Juárez escribió días después: "Aquel momento valía por todas las recompensas que un hombre puede recibir". Hubo también abrazos y caricias del presidente para sus hijos y para su yerno Santacilia. Una vez en Ciudad de México los recibió una muchedumbre así como miembros del gabinete y del gobierno, la familia se alojó en el Hotel Iturbide conforme a lo planeado y después de unas horas Juárez y Margarita al fin pudieron estar solos luego de tantos años.

### Segundo mandato constitucional
Luego de ganar en las elecciones, el 16 de enero de 1868 Juárez se reinstala en la presidencia con una reunión de todo su gabinete. Juárez decía a menudo que eran los tiempos de la paz y la concordia.
Educación e infraestructura
En este nuevo período Juárez crea dos despachos nuevos, el de instrucción pública y el de fomento estando a la cabeza de ellos respectivamente Francisco Mejía y el ingeniero Lasz Barcasten. Juárez planeaba educar e industrializar al país. También pretendía expandir la educación pública con carácter gratuito y laico en todo el país con la construcción de cientos de escuelas. En ese tiempo la población de México era de siete millones de personas de las cuales cinco millones no contaban con estudios básicos y estaban en situación de pobreza. Solo unos 800 000 sabían leer y escribir. Para hacerse de recursos Juárez despidió 60 000 militares ("Maestros por soldados" -decía-); también pidió negociar el aplazamiento de pago en la deuda extranjera con algunas naciones como Inglaterra. La educación sería laica, en ese entonces ello constituía una catarsis para la iglesia y el pensamiento que ésta suministraba a la población creyente. Se llevó a cabo un gran plan de alfabetización nacional. Con respecto a la infraestructura, Juárez deseaba terminar la línea férrea de Veracruz a la Ciudad de México antes de terminar su mandato. Eran en total 478 km de ferrocarril con sus respectivos puentes, túneles y desvío de aguas entre otros. Juárez lograría instalar 5.000 km de telégrafo en tres años con el apoyo de inversionistas mexicanos y extranjeros.
Inversión privada y extranjera
En ese tiempo Antonio Escandón era el hombre más rico de México por lo que Juárez lo llamó para pedir su apoyo en el desarrollo del país. Escandón ofreció crear un club de industriales y llevar allí los intereses de industriales norteamericanos y de otros países. Escandón vendió una hacienda y terrenos aledaños de lo que hoy es en su honor la Colonia Escandón, para apoyar la construcción de un ferrocarril. Los ministros le aconsejaron a Juárez atraer inversión extranjera para los proyectos del gobierno. Una idea fue invitar a Mr. Siward, ex secretario de Estado de Estados Unidos, a México para atraer el interés de los inversionistas estadounidenses. Siward llegó por barco a México por el puerto de Manzanillo, el 2 de octubre de 1869, donde el gobernador de Colima brindó una cálida bienvenida a él y a los industriales que lo acompañaban.
Inestabilidad política
Unos 700 conservadores planeaban una conspiración contra Juárez, se reunían en secreto en el Templo de San Andrés, donde habían reposado por un tiempo los restos de Maximiliano. Este templo de extraordinaria arquitectura estaba frente al Palacio de Minería, sobre el terreno que hoy ocupa "La estatua del caballito". En febrero de 1868, con diversos informes de inteligencia sobre lo que acontecía en el Templo de San Andrés. Juárez decidió demolerlo con veinte templos más de la capital, entre ellos el de Santo Domingo y el de la Merced. Sus ministros le advirtieron que esa medida pondría a la población en su contra pero él no cambió su decisión que meditó durante varias semanas y dijo que asumía la responsabilidad histórica de su decisión. Le dijo a Sebastián Lerdo que no necesitaban templos sino escuelas, "Telégrafos, escuelas, caminos, futuro y no pasado es lo que México necesita" decía Juárez para justificar su decisión. Los periódicos de la época hicieron eco de tal decisión y acción con su consecuente caída de popularidad.
Porfirio Díaz se había rebelado contra Juárez y con la bandera de la no reelección incentivaba el alzamiento en diversos puntos del país. También los conservadores y el clero estaban en contra de Juárez y veían positivos los alzamientos. En los poblados veracruzanos de Tierra Quemada, Huatusco y Perote hubo varios levantamientos contra el gobierno de Juárez durante los años de 1868 y 1869. El Gral. Patoni y el Gral. Jesús González Ortega luego de estar en la cárcel obtuvieron su libertad. Existía mucha delincuencia y corrupción de burócratas y policías. Muchos lo atribuían a la desigualdad económica y a los 60,000 militares despedidos en 1868. Juárez creó una policía para combatir la delincuencia. Juárez repatrió a todos los religiosos en el exilio presuntamente por influencia de su esposa.

## Últimos años

### Fallecimiento de Margarita Maza
Al principio de este período Juárez solía trabajar hasta pasada la medianoche, sin embargo por el año 1870 cambió su hora de salida a las 18.00 para pasar el resto del día con su esposa y su familia. Margarita desde un tiempo atrás había empezado a tener manifestaciones de una enfermedad que los médicos pensaban era probablemente grave. Margarita y Juárez caminaban por el paseo de Bucareli junto con sus hijas e hijo. En ese tiempo Bucareli remataba en la actual Arcos de Belén, era un centro de reunión social donde paseaban gente de todas las clases sociales. Los ciudadanos podían acceder al presidente directamente. Los Juárez tenían una casa en los límites de la ciudad, junto al Templo de San Cosme, número 4 de la calle Puente Levadizo. Juárez tenía cinco hijas: Manuela (apodada Nela por la familia; casada con Pedro Santacilia); Felicitas; María de Jesús (casada con Pedro Contreras, de origen español); Margarita; Soledad y Josefa. El más pequeño de sus hijos era Benito, de unos 13 años. Antes de su matrimonio, Juárez había procreado dos hijos naturales: Susana Juárez Chagoya (habida en su concubinato con Juana Rosa Chagoya) y Tereso Juárez Ortiz, (procreado en un segundo concubinato con María de la Cruz Ortiz, una indígena tehuana que al momento de su nacimiento tenía apenas 17 años de edad). En el caso de Susana, con el tiempo ella fue adoptada por Margarita y era parte integral de la familia Juárez Maza, mientras que Tereso nunca fue reconocido legalmente por su padre o recibió parte de la herencia familiar.
En agosto de 1869 los médicos le dijeron a Juárez que la enfermedad de Margarita era progresiva y mortal. Al parecer era cáncer. Juárez salía temprano de su oficina pero llegaba alrededor de las 6:30 de la mañana. El 2 de enero de 1871, Margarita recibió los Santos Óleos del cura del templo de San Cosme. Toda la familia se reunió ese día incluyendo a Susana. Juárez estuvo allí desde las 10.30. A las 15.00, Margarita le pidió a Juárez velar por Susana e hijas solteras. Juárez lloró mientras le reiteraba una y otra vez a su esposa que se pondría bien. Margarita le pidió a Juárez cumplir con el deseo de sus hijas de casarse por la Iglesia. A las 16.00, Margarita murió con una sonrisa. Juárez gritó de dolor. Juárez no quiso enviar esquelas; pidió a sus amigos que no lo hicieran y que manejaran el fallecimiento con discreción. No obstante, Sebastián Lerdo dijo que no se podía hacer aquello dado que ella era una mujer muy querida por la sociedad. Finalmente, Juárez accedió y permitió a los periódicos publicar la noticia. En cuanto se supo el deceso de la esposa del presidente, el país entró en luto. Se colgaron moños negros en muchas edificaciones, hubo suspensión de obras teatrales y en varias partes del país hubo diversas manifestaciones de duelo. El día del sepelio, cientos de personas se dieron cita para acompañar el cuerpo rumbo al cementerio de San Fernando; cientos de personas, tanto en coches como a pie, se dieron cita en el lugar para despedir a Margarita.
Juárez instruyó para que no se le acercaran políticos; solamente amigos y familiares cercanos. Venían tiempos electorales y Juárez no deseaba que tal acontecimiento se mezclase con la política. Guillermo Prieto dijo en el sepelio: "Es acaso posible que mueran las personas a quienes más amamos, pues que es posible que sólo quede vibrante mi voz para caer como sombra de la muerte, como es posible para mi señora objeto de mi devoción por años y años, contemplar su muerte... como es posible señalar... joya blanca azucena de su hogar modesto, mujer acariciada con los brazos de oro de la virtud y la fortuna". Juárez palideció al momento de que el féretro descendía. Por semanas se habló mucho de esa ceremonia fúnebre y de cómo el amor de Juárez por su esposa era un ejemplo a seguir. Tras las exequias, Juárez permaneció en casa por una semana.

### Elecciones de 1871
Sebastián Lerdo de Tejada le sugirió a Juárez que no se postulara en las elecciones de 1871, por su salud. El mismo Juárez le había comentado que quizás ya no se postularía. Lerdo, al poco tiempo que había regresado Juárez a su despacho luego del sepelio de Margarita le pide su renuncia a Juárez, se la acepta. Desde hace tiempo Lerdo deseaba ocupar la presidencia y deseaba lanzarse a la presidencia, él mismo se lo dice a Juárez. Juárez tuvo muchas críticas por desear prolongarse tanto tiempo en el poder. Muchos de sus antiguos amigos o colaboradores se habían vuelto sus críticos. En julio de 1871 habría elecciones, los candidatos eran Sebastián Lerdo, Porfirio Díaz y Benito Juárez. El 7 de octubre de 1871 la comisión escrutadora dio el fallo definitivo: Lerdo 2874 votos electorales, Díaz 3555 y Juárez 5837. Juárez era el ganador. Sin embargo, se acusó al gobierno de Juárez de fraude electoral.

### El Plan de la Noria
Porfirio Díaz se había separado del ejército y se trasladó a la hacienda de la Noria en Estado de Oaxaca, donde se fabricaban cañones. Al poco tiempo Porfirio Díaz pronunció el Plan de la Noria donde desconocía a Juárez y llamaba a levantarse en su contra. La "no reelección" era una de las principales imputaciones contra Juárez, Porfirio lo acusaba de dictador. El 1 de octubre de 1871 se manifestaron muchos militares como los del cuartel de gendarmería, pretendieron tomar en la Ciudadela una posición militar. En su desfile por las calles hacia la Ciudadela gritaban: "¡Viva Porfirio Díaz! ¡Muera la reelección!". Juárez enfrentó la rebelión enviando al Gral. Sóstenes Rocha a hacer frente a los rebeldes en la Ciudadela. Otros militares se apostarían en los puntos altos cercanos a Palacio Nacional. A las 18:00 inició la batalla. Los militares del gobierno doblegaron a los rebeldes. Algunos generales y tropa huyeron hacia el Ajusco. Existieron otros altercados militares durante 1871 que fueron controlados pero que reflejaban la inestabilidad política de Juárez y el apoyo armado a Porfirio Díaz.

### Fallecimiento
Días antes de su fallecimiento, Juárez había visitado una tarde junto a sus hijas la tumba de Margarita. Él les platicó una anécdota de la tarde en la que  llegó Mr. Seward con el grupo de empresarios estadounidenses. No se le acomodaba el cabello y le pidió a Margarita limón que era lo único que se lo controlaba. Margarita se lo puso y lo peinó. Luego le hizo el nudo de la corbata pues Juárez estaba nervioso y no le salía. Margarita le dijo "¡Que inútil eres!". Juárez les dijo a sus hijas que ella tenía razón, ¡Sin Margarita se sentía un inútil! En ese mismo lugar Juárez tuvo un mareo que lo hizo sentarse debido a un dolor en el pecho. Juárez tuvo otro episodio de dolor en el pecho que le hizo doblegarse mientras Balandrano le leía las noticias importantes. Balandrano era un periodista amigo de Juárez, secretario particular de él y director del diario oficial.
El 17 de julio de 1872 por la tarde Juárez decidió no dar su acostumbrado paseo en carruaje y le pidió a su yerno Santacilia que lo acompañara para luego ir al teatro con su hermana Manuela y así contarle la función. Juárez dormía en su alcoba de Palacio Nacional acompañado de su hijo menor Benito. Esa noche leyó un libro en francés, en la página 232 que describía la entrada del Emperador Trajano a Roma y el inicio de su gobierno de 20 años, Juárez dejó un pequeño papel con el texto:
"Cuando la sociedad está amenazada por la guerra; la dictadura o la centralización del poder pueden ser un remedio para aquellos que atentan contra las instituciones, la libertad o la paz". Esa noche solamente tomó un atole; tuvo náuseas que no lo dejaron dormir, por lo que despertó a su hijo Benito. El 18 de julio a las 9:00 tuvo que llamar a su médico Ignacio Alvarado el cual llegó cerca de las 10:00. A las 11:00 tuvo calambres muy dolorosos que lo llevaron forzosamente a la cama. Tenía el pulso bajo y sus latidos débiles. El tratamiento típico de la época aplicado, fue arrojarle agua hirviendo en el pecho, cosa que se le hizo luego de colocarle la olla hirviendo en el pecho. Con tal remedio, Juárez reaccionó. La familia pasó al comedor y se quedó en la recámara con el médico. Juárez platicó al médico historias de su niñez. Le contó que el Padre Salvanueva era el hombre más bondadoso que él conoció. Ante la pregunta al médico de si lo suyo era mortal, el médico Alvarado le dijo: "Sr. Presidente: ¡Como lo siento!".
Juárez siguió mal. Su familia estaba reunida, hijas, hijo, yernos y amigos. También diversos amigos y políticos fueron llegando a la sala. Juárez tuvo la insistencia de los ministros de relaciones exteriores José María Lafragua y el ministro de la Guerra el general Alatorre, en esa tarde ambos pidieron ver al presidente para recibir instrucciones. Juárez en ambos casos tuvo que vestirse y hablar con ellos, escucharlos y darles instrucciones. Los médicos mexicanos más prestigiados de entonces acudieron a Palacio Nacional: Gabino Barreda y Rafael Lucio pero nada pudieron hacer. Juárez se tendió de lado izquierdo poniendo una mano bajo su cabeza. Muy fatigado, con evidente falta de oxígeno sonrió e inmediatamente murió. Eran las 23.35 del 18 de julio de 1872 cuando los tres médicos reunidos declararon muerto al presidente. Sus hijas gritaban de dolor: "¡papá! ¡papá no te vayas!". La causa fue angina de pecho. En la actualidad, una placa en el lugar de su muerte da cuenta de ello. Juárez duró en el cargo de presidente catorce años. Hubo un mes de solemnidades en todo el país en su honor.

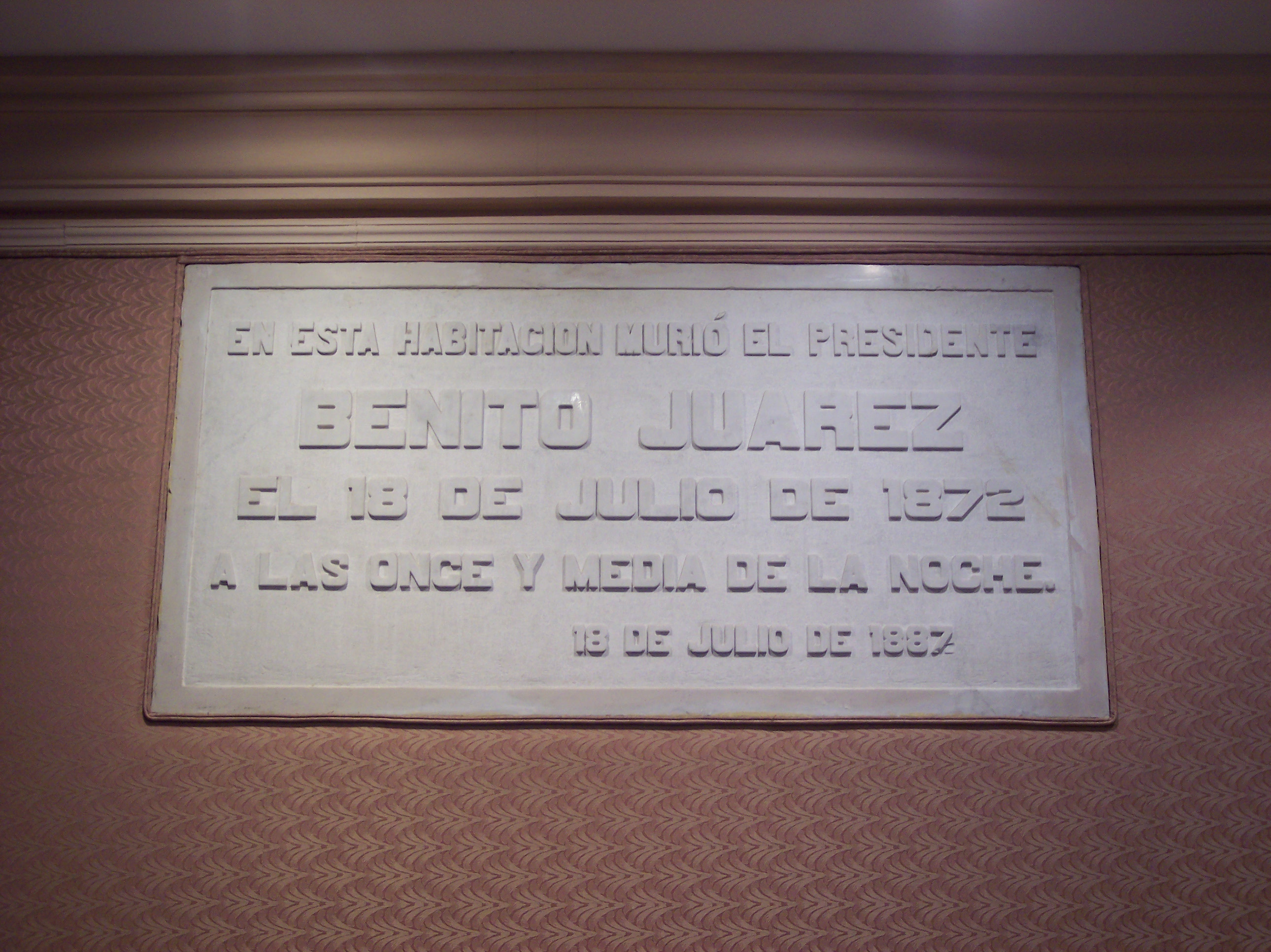
Placa en la habitación donde murió Benito Juárez. Ahora recinto a Juárez. Palacio Nacional de México.
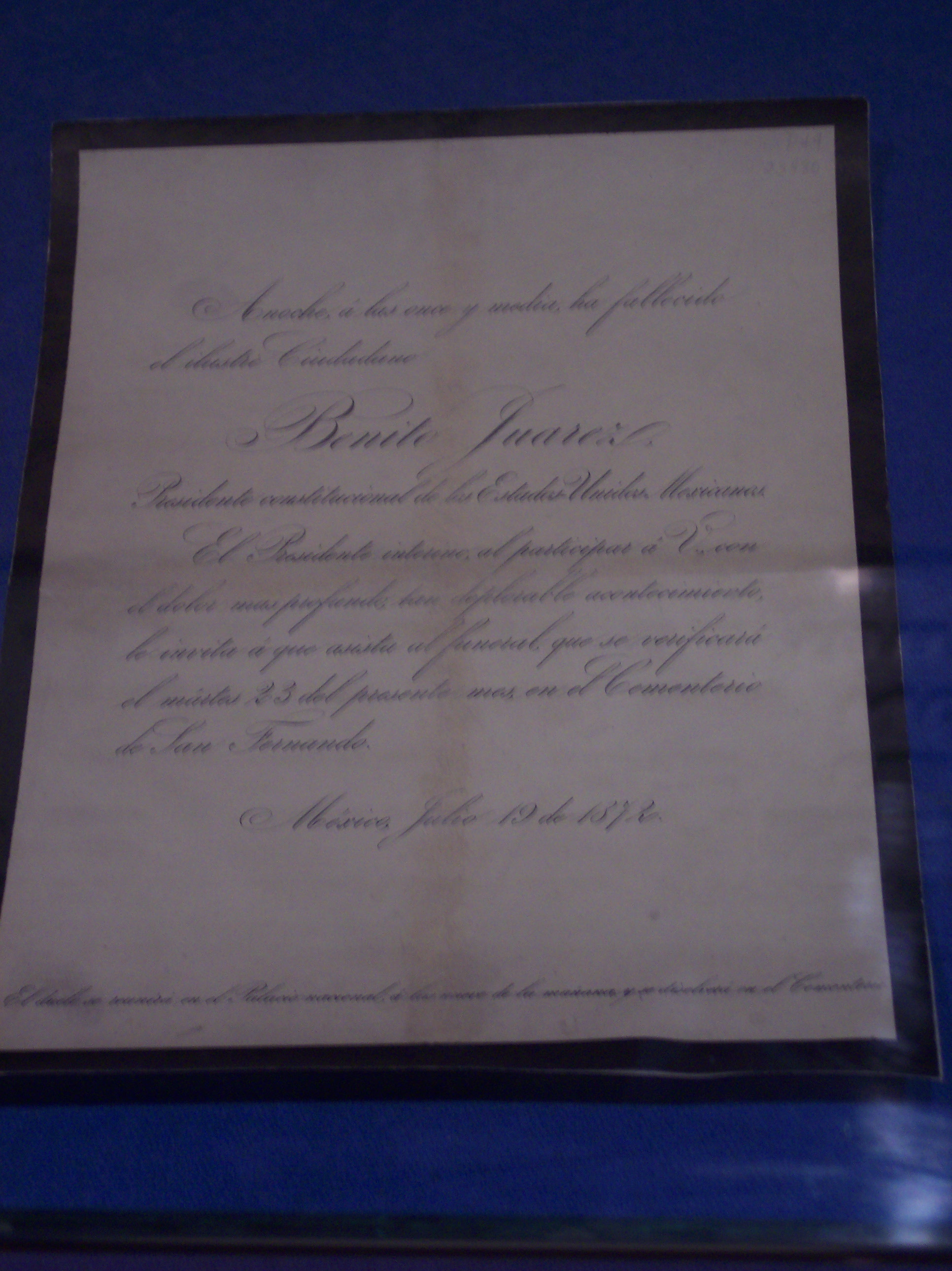
Acta de defunción de Benito Juárez levantada por el Registro Civil que él fundó.

Sus restos mortales se encuentran desde que fue inhumado en el Museo Panteón de San Fernando en Ciudad de México el 23 de julio de 1872.

## Legado

### México
Calendario cívico
El día 18 de julio, aniversario luctuoso de Juárez, se oficializó a partir de 1887 como un día festivo nacional, que ya para ese entonces, se había convertido en una celebración importante en la Ciudad de México realizando una procesión cívica y en donde se iza la bandera de México a media asta.
Recinto a Juárez en Palacio Nacional
En el Palacio Nacional de México existe en lo que fue su domicilio durante su régimen, un museo en su honor. En él se tienen los muebles y objetos que utilizó. Se muestran en las fotografías la sala, el comedor, el estudio y la alcoba presidencial.
|  |  |  |  |

Hemiciclo a Juárez

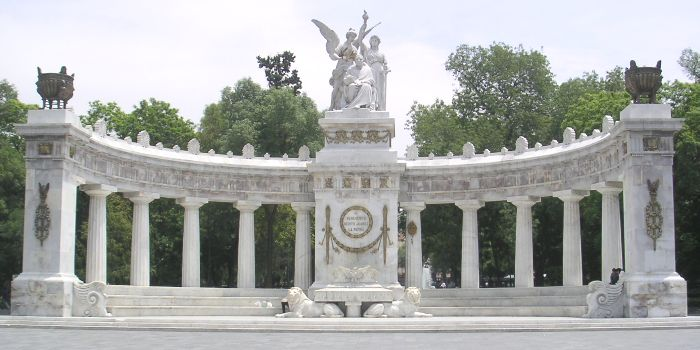
Hemiciclo a Juárez.

El Hemiciclo a Juárez es gran Cenotafio hecho de mármol construido en su honor por Porfirio Díaz durante su mandato ubicado en la Alameda Central del centro histórico, sobre la avenida Juárez, una de las más importantes avenidas de la Ciudad de México. Es de estilo Neoclásico, es semicircular, de fuerte inspiración griega, cuenta con doce columnas de orden dórico, que soporta una estructura con entablamiento y friso del mismo orden. A los costados tiene dos remates de urnas doradas.
Billetes en México
Desde la época de Juárez el gobierno de México ha editado varios billetes con el rostro y el tema de Juárez. En 2000 se pusieron en circulación los billetes de veinte pesos en donde aparece en el anverso una efigie de Juárez y a su izquierda el águila juarista y en el lado reverso aparecía el Hemiciclo a Juárez. Posteriormente, en el año 2012, apareció en los billetes de veinte pesos junto a un libro de las Leyes de Reforma y una balanza encima del mismo. En la actualidad, aparece en los billetes de $500, junto a un fragmento del grabado de Alberto Beltrán que representa su entrada triunfal a Ciudad de México, significando el comienzo de la República Restaurada. Este billete fue puesto en circulación el 27 de agosto de 2018.
Referencias en la cultura popular
En 1972, la historia de Juárez fue llevada a la televisión con la telenovela El carruaje, la cual fue la primera telenovela histórica a color producida en México. En 2006 la telenovela fue reemitida por la TV UNAM. Previamente Juárez fue llevado al cine por primera vez con la película Juárez y Maximiliano (1933), que relata el enfrentamiento con Maximiliano de Habsburgo. Posteriormente el Cine mexicano retrató sus primeros años en la película El joven Juárez (1954) y parte de su presidencia en el filme Aquellos años (1972). La historia de Juárez también llegó al Cine estadounidense. En 1939 se estrenó Juárez, dirigida por William Dieterle y basada en la biografía The Phantom Crown de Bertita Harding y la obra teatral Juarez and Maximilian de Franz Werfel.

### América
Argentina
En Argentina, más precisamente en la Provincia de Buenos Aires, se encuentra el partido y ciudad cabecera Benito Juárez. La misma fue fundada en 1867 por Mariano Roldán y cuenta con casi veinte mil habitantes. Dos de las escuelas secundarias públicas de la ciudad, portan símbolos mexicanos en sus respectivas banderas de ceremonia y, una de ellas, impuesto en el nombre de la institución.
Colombia

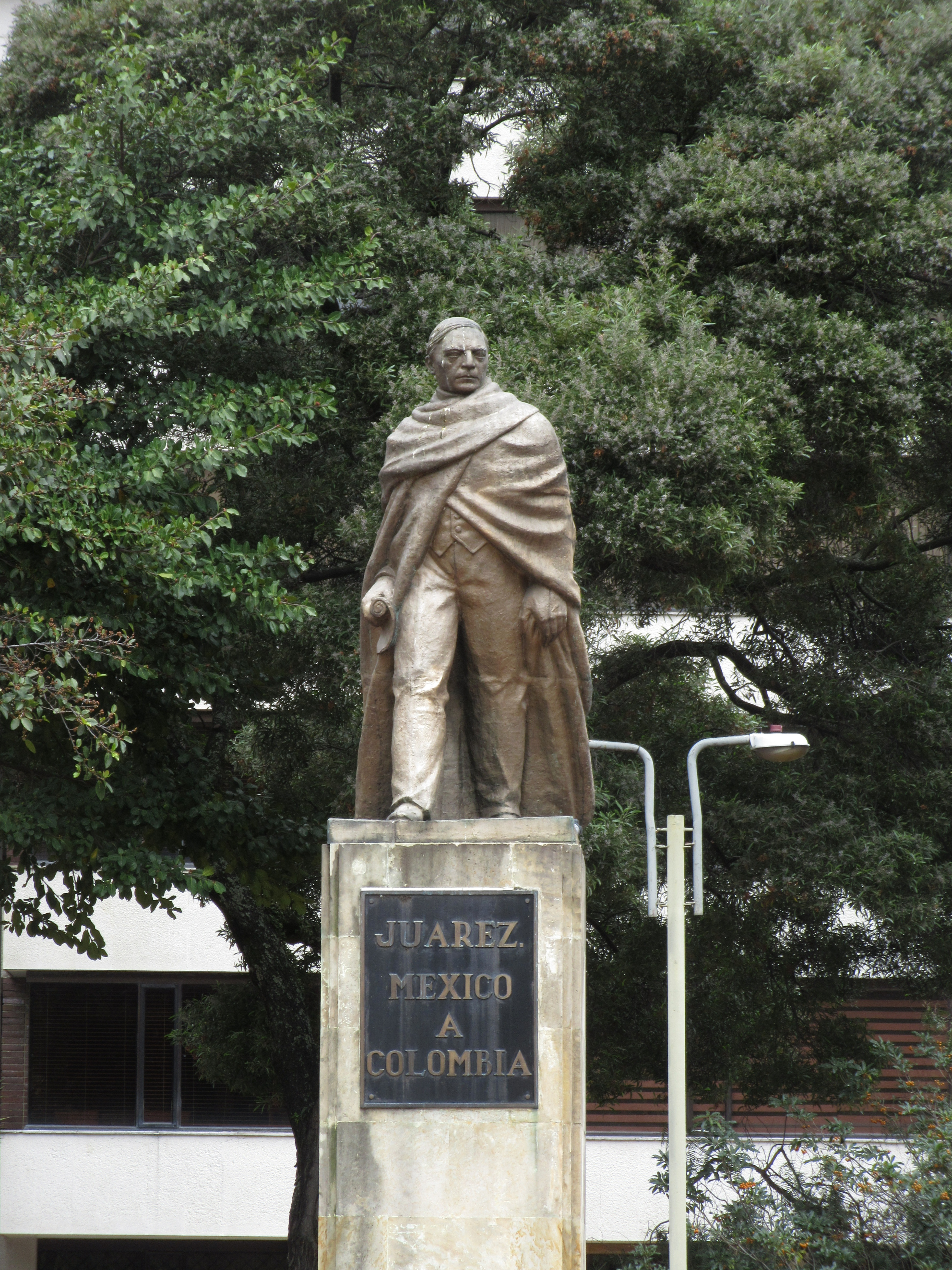
Estatua de Juárez en Bogotá, la capital de Colombia.

El 2 de mayo de 1865 el Congreso de los Estados Unidos de Colombia publicó un decreto en el que otorgaba un reconocimiento a Juárez. La parte inicial del decreto dice:

"El Congreso de los Estados Unidos de Colombia, decreta:

Art. 1.º.- El Congreso de Colombia, en nombre del pueblo que representa, en vista de la abnegación y de la incontrastable perseverancia que el Sr. Benito Juárez en calidad de Presidente constitucional de los Estados Unidos Mexicanos, ha desplegado en la defensa de la independencia y libertad de su Patria, declara que dicho ciudadano ha merecido bien de la América, y como homenaje a tales virtudes y ejemplo a la juventud colombiana dispone que el retrato de este eminente hombre de Estado sea conservado en la biblioteca nacional con la siguiente inscripción: Benito Juárez, ciudadano mexicano. El Congreso de 1865, le tributa, en nombre del pueblo de Colombia, este homenaje por su constancia en defender la libertad e independencia de México."

Estados Unidos
En Chicago la Academia Comunitaria Benito Juárez lleva el nombre de Juárez.
República Dominicana
El 11 de mayo de 1867, por iniciativa del senador dominicano Antonio Delfín Madrigal, el Congreso de la República Dominicana aclama a Benito Juárez "Benemérito de las Américas".
Madrigal expresó en el Congreso dominicano: 

“… que el Presidente Juárez por este hecho se hacía acreedor a los vítores de toda la América, pues destruyendo para siempre la preponderancia de Europa en este hemisferio, mataba cuantas esperanzas de dominio pudiera esta abrigar en lo sucesivo. Que al llamar la atención de la Cámara sobre este hecho, era con el objeto de que el Congreso dominicano, por su parte, aclamase a Juárez “Benemérito de la América”.
Antonio Delfín Madrigal

Perú
La Facultad de Medicina San Fernando, Perú, homenajea a Juárez con una medalla de oro el 28 de julio de 1867 por “POR EL TRIUNFO OBTENIDO SOBRE LA INTERVENCIÓN EXTRANJERA”. En su anverso en relieve se lee: "AL D. D. BENITO JUÁREZ, LA ESCUELA DE MEDICINA DE LIMA”, al centro aparecen los escudos nacionales de Perú y México La medalla acuñada en oro y con dimensiones de 83x60 mm y un peso de 85.8 g fue conservada por Juárez hasta el final de su vida, luego pasó al Antiguo Museo Nacional
de Arqueología, Historia y Etnografía de México y de allí en 1939 al Instituto Nacional de Antropología e Historia que lo dispuso exhibir en el Museo Nacional de Historia que es su ubicación actual. "La medalla es una pieza acuñada, grabada y esmaltada, con una estrella surmontada de diamantes, que pende de una cinta de color rojo y blanco. El ejemplar está circundado
por una corona de hojas de laurel esmaltadas en color verde y rematada en su parte
superior por una estrella de 9 diamantes, de los cuales destaca el central, por su mayor
tamaño; en el extremo inferior, presenta un moño de oro con esmalte negro".

## Escritos publicados por Juárez
- Ley sobre libertad de culto
- Ley sobre la nacionalización de los bienes eclesiásticos
- Anuncio del programa del gobierno liberal
- Ley del matrimonio civil
- Secularización de los hospitales y establecimientos de beneficencia
- Cesa intervención del clero en los cementerios y camposantos
- Extinción de las comunidades de religiosas en México
- Reglamento para el cumplimiento de la ley de nacionalización

## Juárez y la masonería
Muchos de los maestros de Juárez durante sus estudios profesionales en el Instituto de Ciencias y Artes de Oaxaca eran masones. Juárez se inicia en la masonería en el Rito Yorkino en Oaxaca. Luego se pasa al Rito Nacional Mexicano, en el que asciende hasta llegar al máximo grado, el nueve, que equivale al grado 33 del Rito Escocés Antiguo y Aceptado. El Rito Yorkino era de ideas más liberales y republicanas respecto al Rito escocés que también existía en México, el cual era de ideas políticas centralistas. El Rito Nacional Mexicano surgió a partir de un grupo de masones yorkinos y otro grupo de masones escoceses cuyo objetivo común era independizarse del extranjero y fomentar una mentalidad nacionalista.
Juárez fue ferviente en la práctica masónica. Su nombre se conserva con veneración en muchos ritos. Muchas logias y cuerpos filosóficos lo han adoptado como un símbolo sagrado.
A la ceremonia de iniciación de Juárez concurrieron distinguidos masones, como Manuel Crescencio Rejón, autor de la Constitución de Yucatán de 1840; Valentín Gómez Farías, presidente de México; Pedro Zubieta, comandante General en el Distrito Federal y el Estado de México; el diputado Fernando Ortega; el diputado Tiburcio Cañas; el diputado Francisco Banuet; el diputado Agustín Buenrostro; el diputado Joaquín Navarro y el diputado Miguel Lerdo de Tejada. Realizada la proclamación, el aprendiz masón Juárez adoptó el nombre simbólico de Guillermo Tell.